# 長浜市
長浜市（ながはまし）は、滋賀県の湖北地方に位置する市。

## 概要
中心市街は羽柴秀吉によって長浜城の城下町として整備された。長浜城の廃城後は大通寺（長浜御坊）の門前町、北国街道や琵琶湖水運の要衝として発展し、湖北地方の中心地とされている。姉川古戦場など戦国時代の史跡が多く、国友は近世に国内有数の鉄砲生産拠点として栄えた。

### 市名の由来
元々は「今浜」と呼ばれていたが、天正3年（1575年）頃に羽柴秀吉が「長浜」と改称したとされる。「長」の由来を秀吉の主君・織田信長の「長」に求める説もあるが、因果関係は不明である。
「長浜」のアクセントは共通語では平板型で発音されることが多いが、長浜市とその周辺では「ながはま」「ながはま」「ながはま」など平板型以外で発音されることも多い。NHKでは、平板型を第1アクセントとしつつ、「ながはま」も「地元放送局アクセント」として許容している。

## 地理

### 位置
長浜市は滋賀県の北部に位置し、東西約25km、南北約40kmと市域は東西に短く南北に長い。概ね東端を伊吹山地、北端を野坂山地、西端を琵琶湖で区切られている。
琵琶湖を含めた市域面積は681.02km²で、広さは高島市に次いで滋賀県下第2位である（陸部のみの面積は県下第1位）。
平成の大合併により市域は琵琶湖から岐阜県境・福井県境まで拡大し、湖北地方の大部分を占める。
広袤（こうぼう）
国土地理院地理情報によると、長浜市の東西南北の位置は次の通りである。
|                                                                          | 北端 北緯35度42分13秒 東経136度10分29秒 / 北緯35.70361度 東経136.17472度 ↑ |                                                                           |
| 西端 北緯35度27分55秒 東経136度5分30秒 / 北緯35.46528度 東経136.09167度← | 中心点                                                                     | 東端 →北緯35度24分56秒 東経136度21分47秒 / 北緯35.41556度 東経136.36306度 |
|                                                                          | ↓ 南端 北緯35度20分19秒 東経136度12分35秒 / 北緯35.33861度 東経136.20972度 |                                                                           |

### 地形

#### 山岳

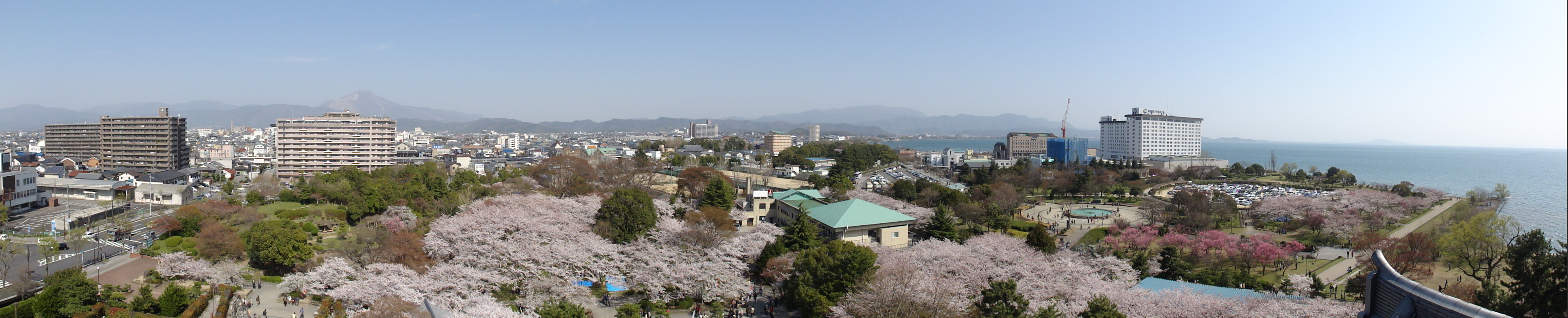
長浜城から望む長浜市街と伊吹山

主な山
- 金糞岳（滋賀県第2位の高さ）
- 賤ヶ岳
- 小谷山
- 山本山
- 横山岳
- 土蔵岳
- 己高山
- 墓谷山
- 七七頭ヶ岳

#### 河川
主な川
- 姉川
- 高時川
- 余呉川
- 杉野川
- 大浦川

#### 湖沼
主な湖
- 琵琶湖
- 余呉湖

主な沼
- 野田沼

#### 島嶼
主な島
- 竹生島

### 気候
長浜市は日本海側気候に属す。旧長浜市・旧浅井町・旧木之本町・旧西浅井町は冬季の積雪量が多く、豪雪地帯対策特別措置法における豪雪地帯に指定されている。旧余呉町は日本有数の豪雪地帯であり、日本最南端かつ近畿唯一の特別豪雪地帯となっている。
| 長浜（旧虎姫町）の気候                                       | 長浜（旧虎姫町）の気候 | 長浜（旧虎姫町）の気候 | 長浜（旧虎姫町）の気候 | 長浜（旧虎姫町）の気候 | 長浜（旧虎姫町）の気候 | 長浜（旧虎姫町）の気候 | 長浜（旧虎姫町）の気候 | 長浜（旧虎姫町）の気候 | 長浜（旧虎姫町）の気候 | 長浜（旧虎姫町）の気候 | 長浜（旧虎姫町）の気候 | 長浜（旧虎姫町）の気候 | 長浜（旧虎姫町）の気候 |
| 月                                                           | 1月                    | 2月                    | 3月                    | 4月                    | 5月                    | 6月                    | 7月                    | 8月                    | 9月                    | 10月                   | 11月                   | 12月                   | 年                     |
| ------------------------------------------------------------ | ---------------------- | ---------------------- | ---------------------- | ---------------------- | ---------------------- | ---------------------- | ---------------------- | ---------------------- | ---------------------- | ---------------------- | ---------------------- | ---------------------- | ---------------------- |
| 最高気温記録 °C （°F）                                       | 16.0 (60.8)            | 19.3 (66.7)            | 23.7 (74.7)            | 28.1 (82.6)            | 32.0 (89.6)            | 35.1 (95.2)            | 37.4 (99.3)            | 37.4 (99.3)            | 36.0 (96.8)            | 31.2 (88.2)            | 24.2 (75.6)            | 20.3 (68.5)            | 37.4 (99.3)            |
| 平均最高気温 °C （°F）                                       | 6.8 (44.2)             | 7.6 (45.7)             | 12.0 (53.6)            | 17.8 (64)              | 22.7 (72.9)            | 26.2 (79.2)            | 30.1 (86.2)            | 31.9 (89.4)            | 27.6 (81.7)            | 21.7 (71.1)            | 15.6 (60.1)            | 9.7 (49.5)             | 19.1 (66.4)            |
| 日平均気温 °C （°F）                                         | 2.9 (37.2)             | 3.3 (37.9)             | 6.8 (44.2)             | 12.2 (54)              | 17.4 (63.3)            | 21.4 (70.5)            | 25.5 (77.9)            | 26.7 (80.1)            | 22.7 (72.9)            | 16.7 (62.1)            | 10.7 (51.3)            | 5.5 (41.9)             | 14.3 (57.7)            |
| 平均最低気温 °C （°F）                                       | −0.4 (31.3)            | −0.5 (31.1)            | 2.0 (35.6)             | 6.8 (44.2)             | 12.3 (54.1)            | 17.3 (63.1)            | 21.8 (71.2)            | 22.8 (73)              | 18.6 (65.5)            | 12.1 (53.8)            | 6.1 (43)               | 1.7 (35.1)             | 10.0 (50)              |
| 最低気温記録 °C （°F）                                       | −9.4 (15.1)            | −11.4 (11.5)           | −6.9 (19.6)            | −2.2 (28)              | 1.9 (35.4)             | 6.6 (43.9)             | 12.8 (55)              | 12.8 (55)              | 7.4 (45.3)             | 0.8 (33.4)             | −2.4 (27.7)            | −5.8 (21.6)            | −11.4 (11.5)           |
| 降水量 mm （inch）                                           | 137.2 (5.402)          | 104.4 (4.11)           | 111.3 (4.382)          | 108.3 (4.264)          | 138.0 (5.433)          | 164.7 (6.484)          | 218.3 (8.594)          | 125.1 (4.925)          | 160.3 (6.311)          | 131.5 (5.177)          | 94.8 (3.732)           | 137.9 (5.429)          | 1,627.4 (64.071)       |
| 平均降水日数 （≥1.0 mm）                                     | 17.9                   | 14.6                   | 13.3                   | 11.0                   | 10.1                   | 11.8                   | 12.3                   | 8.8                    | 10.5                   | 10.0                   | 11.1                   | 17.0                   | 148.6                  |
| 平均月間日照時間                                             | 91.6                   | 113.5                  | 159.3                  | 184.5                  | 198.0                  | 153.7                  | 168.9                  | 216.0                  | 164.3                  | 159.9                  | 128.6                  | 98.8                   | 1,830.6                |
| 出典：気象庁 (平均値：1991年-2020年、気温極値：1978年-現在） |                        |                        |                        |                        |                        |                        |                        |                        |                        |                        |                        |                        |                        |

| 柳ケ瀬（旧余呉町）の気候             | 柳ケ瀬（旧余呉町）の気候 | 柳ケ瀬（旧余呉町）の気候 | 柳ケ瀬（旧余呉町）の気候 | 柳ケ瀬（旧余呉町）の気候 | 柳ケ瀬（旧余呉町）の気候 | 柳ケ瀬（旧余呉町）の気候 | 柳ケ瀬（旧余呉町）の気候 | 柳ケ瀬（旧余呉町）の気候 | 柳ケ瀬（旧余呉町）の気候 | 柳ケ瀬（旧余呉町）の気候 | 柳ケ瀬（旧余呉町）の気候 | 柳ケ瀬（旧余呉町）の気候 | 柳ケ瀬（旧余呉町）の気候 |
| 月                                   | 1月                      | 2月                      | 3月                      | 4月                      | 5月                      | 6月                      | 7月                      | 8月                      | 9月                      | 10月                     | 11月                     | 12月                     | 年                       |
| ------------------------------------ | ------------------------ | ------------------------ | ------------------------ | ------------------------ | ------------------------ | ------------------------ | ------------------------ | ------------------------ | ------------------------ | ------------------------ | ------------------------ | ------------------------ | ------------------------ |
| 降水量 mm （inch）                   | 328.0 (12.913)           | 226.9 (8.933)            | 203.6 (8.016)            | 169.4 (6.669)            | 194.6 (7.661)            | 213.7 (8.413)            | 301.7 (11.878)           | 187.8 (7.394)            | 237.2 (9.339)            | 181.0 (7.126)            | 205.7 (8.098)            | 361.4 (14.228)           | 2,809.4 (110.606)        |
| 降雪量 cm （inch）                   | 193 (76)                 | 156 (61.4)               | 58 (22.8)                | 3 (1.2)                  | 0 (0)                    | 0 (0)                    | 0 (0)                    | 0 (0)                    | 0 (0)                    | 0 (0)                    | 0 (0)                    | 91 (35.8)                | 488 (192.1)              |
| 平均降水日数 （≥1.0 mm）             | 21.8                     | 18.1                     | 16.3                     | 13.1                     | 12.1                     | 13.0                     | 13.9                     | 10.9                     | 12.8                     | 12.6                     | 15.0                     | 21.3                     | 181.2                    |
| 出典：気象庁 (平均値：1991年-2020年) |                          |                          |                          |                          |                          |                          |                          |                          |                          |                          |                          |                          |                          |

### 人口
- 2010年（平成22年）の市町村合併後の人口は126,587人。
- 平成27年の国勢調査の推計では前回の国勢調査からの人口増減を見ると4.78%減の118,193人であり、増減率は県下19市町村中17位。

| |                                        |  |
| 長浜市と全国の年齢別人口分布（2005年） | 長浜市の年齢・男女別人口分布（2005年） |  |
| ■紫色 ― 長浜市 ■緑色 ― 日本全国 | ■青色 ― 男性 ■赤色 ― 女性              |  |
| 長浜市（に相当する地域）の人口の推移 \| 1970年（昭和45年） \| 114,977人 \| \| \| 1975年（昭和50年） \| 118,058人 \| \| \| 1980年（昭和55年） \| 119,988人 \| \| \| 1985年（昭和60年） \| 122,393人 \| \| \| 1990年（平成2年） \| 121,481人 \| \| \| 1995年（平成7年） \| 122,415人 \| \| \| 2000年（平成12年） \| 123,862人 \| \| \| 2005年（平成17年） \| 124,498人 \| \| \| 2010年（平成22年） \| 124,131人 \| \| \| 2015年（平成27年） \| 118,193人 \| \| \| 2020年（令和2年） \| 113,636人 \| \| |                                        |  |
| 総務省統計局 国勢調査より |                                        |  |
| 1970年（昭和45年） | 114,977人                              |  |
| 1975年（昭和50年） | 118,058人                              |  |
| 1980年（昭和55年） | 119,988人                              |  |
| 1985年（昭和60年） | 122,393人                              |  |
| 1990年（平成2年） | 121,481人                              |  |
| 1995年（平成7年） | 122,415人                              |  |
| 2000年（平成12年） | 123,862人                              |  |
| 2005年（平成17年） | 124,498人                              |  |
| 2010年（平成22年） | 124,131人                              |  |
| 2015年（平成27年） | 118,193人                              |  |
| 2020年（令和2年） | 113,636人                              |  |

長浜市（に相当する地域）の国勢調査人口の変遷を以下に示す。

### 隣接自治体
滋賀県
- 米原市　旧長浜市が隣接
- 高島市　西浅井町が隣接

福井県
- 敦賀市　木之本町、余呉町が隣接
- 南条郡：南越前町

岐阜県　
- 揖斐郡：揖斐川町　木之本町が隣接

## 歴史

### 年表
昭和
- 1943年（昭和18年）4月1日 - 坂田郡長浜町・神照村・六荘村・南郷里村・北郷里村・西黒田村・神田村が合併して長浜市が発足[9]。
- 1948年（昭和23年） - 「長浜市民歌」（作詞・作曲：江口夜詩）を制定。

平成
- 2006年（平成18年）
  - 2月13日 - 東浅井郡浅井町・びわ町と合併し、改めて長浜市が発足。2代目の市章を制定[10]。
  - 3月5日 - 合併後初の市長選挙実施。
  - 10月14日 - JR長浜駅の5代目駅舎が改築竣工。
- 2008年（平成20年）1月15日 - 景観行政団体になる。
- 2010年（平成22年）1月1日 - 東浅井郡虎姫町・湖北町・伊香郡高月町・木之本町・余呉町・西浅井町を編入。人口は大津市と草津市に次いで県内第3位となった(2022年現在は彦根市に抜かれ県内第4位)。面積は2010年合併前の247.01km2から680.79km2となり[11]、滋賀県第1位（琵琶湖を含めた面積は高島市に次ぐ第2位）となった。なおこれに伴い、東浅井郡及び伊香郡が消滅した。
- 2015年（平成27年）1月5日 - 市役所本庁舎を八幡東町に移転し、新庁舎での業務を開始[12]。

### 行政区域の変遷
近世以前の浅井郡は伊香郡を挟む形で飛地となっており、郡区町村編制法施行の1879年（明治12年）5月16日に伊香郡の東側が東浅井郡、西側が西浅井郡となった。その後、西浅井郡は郡制施行の1897年（明治30年）4月1日に伊香郡の一部となった。
| 所 属 郡    | 明治以前   | 明治初年 - 明治13年   | 明治14年 - 明治22年 | 明治22年 4月1日 町村制施行 | 明治22年 - 大正15年         | 昭和元年 - 昭和20年           | 昭和21年 - 昭和25年           | 昭和26年 - 昭和30年          | 昭和31年 - 昭和40年         | 昭和41年 - 昭和64年          | 平成元年 - 現在             | 現在   |
| ----------- | ---------- | --------------------- | ------------------- | -------------------------- | --------------------------- | ----------------------------- | ----------------------------- | ---------------------------- | --------------------------- | ---------------------------- | --------------------------- | ------ |
| 坂 田 郡    | 長浜町     | 明治12年 長浜町       | 明治14年 長浜町     | 長浜町                     | 長浜町                      | 昭和18年4月1日 長浜市         | 長浜市                        | 長浜市                       | 長浜市                      | 長浜市                       | 平成18年2月13日 長浜市      | 長浜市 |
| 坂 田 郡    | 瀬田町村   | 明治12年 長浜町       | 明治14年 長浜町     | 長浜町                     | 長浜町                      | 昭和18年4月1日 長浜市         | 長浜市                        | 長浜市                       | 長浜市                      | 長浜市                       | 平成18年2月13日 長浜市      | 長浜市 |
| 坂 田 郡    | 三ツ屋村   | 明治12年 長浜町       | 明治14年 長浜町     | 長浜町                     | 長浜町                      | 昭和18年4月1日 長浜市         | 長浜市                        | 長浜市                       | 長浜市                      | 長浜市                       | 平成18年2月13日 長浜市      | 長浜市 |
| 坂 田 郡    | 宮村       | 明治12年 長浜町       | 明治14年 長浜町     | 長浜町                     | 長浜町                      | 昭和18年4月1日 長浜市         | 長浜市                        | 長浜市                       | 長浜市                      | 長浜市                       | 平成18年2月13日 長浜市      | 長浜市 |
| 坂 田 郡    | 北高田村   | 明治12年 長浜町       | 明治14年 長浜町     | 長浜町                     | 長浜町                      | 昭和18年4月1日 長浜市         | 長浜市                        | 長浜市                       | 長浜市                      | 長浜市                       | 平成18年2月13日 長浜市      | 長浜市 |
| 坂 田 郡    | 長浜新田   | 長浜新田              | 明治14年 長浜町     | 長浜町                     | 長浜町                      | 昭和18年4月1日 長浜市         | 長浜市                        | 長浜市                       | 長浜市                      | 長浜市                       | 平成18年2月13日 長浜市      | 長浜市 |
| 坂 田 郡    | 古殿町     | 古殿町                | 明治14年 長浜町     | 長浜町                     | 長浜町                      | 昭和18年4月1日 長浜市         | 長浜市                        | 長浜市                       | 長浜市                      | 長浜市                       | 平成18年2月13日 長浜市      | 長浜市 |
| 坂 田 郡    | 田村       | 田村                  | 田村                | 六荘村                     | 六荘村                      | 昭和18年4月1日 長浜市         | 長浜市                        | 長浜市                       | 長浜市                      | 長浜市                       | 平成18年2月13日 長浜市      | 長浜市 |
| 坂 田 郡    | 寺田村     | 寺田村                | 寺田村              | 六荘村                     | 六荘村                      | 昭和18年4月1日 長浜市         | 長浜市                        | 長浜市                       | 長浜市                      | 長浜市                       | 平成18年2月13日 長浜市      | 長浜市 |
| 坂 田 郡    | 下坂中村   | 下坂中村              | 下坂中村            | 六荘村                     | 六荘村                      | 昭和18年4月1日 長浜市         | 長浜市                        | 長浜市                       | 長浜市                      | 長浜市                       | 平成18年2月13日 長浜市      | 長浜市 |
| 坂 田 郡    | 大戌亥村   | 大戌亥村              | 大戌亥村            | 六荘村                     | 六荘村                      | 昭和18年4月1日 長浜市         | 長浜市                        | 長浜市                       | 長浜市                      | 長浜市                       | 平成18年2月13日 長浜市      | 長浜市 |
| 坂 田 郡    | 高橋村     | 高橋村                | 高橋村              | 六荘村                     | 六荘村                      | 昭和18年4月1日 長浜市         | 長浜市                        | 長浜市                       | 長浜市                      | 長浜市                       | 平成18年2月13日 長浜市      | 長浜市 |
| 坂 田 郡    | 下坂浜村   | 下坂浜村              | 下坂浜村            | 六荘村                     | 六荘村                      | 昭和18年4月1日 長浜市         | 長浜市                        | 長浜市                       | 長浜市                      | 長浜市                       | 平成18年2月13日 長浜市      | 長浜市 |
| 坂 田 郡    | 平方村     | 平方村                | 平方村              | 六荘村                     | 六荘村                      | 昭和18年4月1日 長浜市         | 長浜市                        | 長浜市                       | 長浜市                      | 長浜市                       | 平成18年2月13日 長浜市      | 長浜市 |
| 坂 田 郡    | 南高田村   | 南高田村              | 南高田村            | 六荘村                     | 六荘村                      | 昭和18年4月1日 長浜市         | 長浜市                        | 長浜市                       | 長浜市                      | 長浜市                       | 平成18年2月13日 長浜市      | 長浜市 |
| 坂 田 郡    | 四塚村     | 四塚村                | 四塚村              | 六荘村                     | 六荘村                      | 昭和18年4月1日 長浜市         | 長浜市                        | 長浜市                       | 長浜市                      | 長浜市                       | 平成18年2月13日 長浜市      | 長浜市 |
| 坂 田 郡    | 勝村       | 勝村                  | 勝村                | 六荘村                     | 六荘村                      | 昭和18年4月1日 長浜市         | 長浜市                        | 長浜市                       | 長浜市                      | 長浜市                       | 平成18年2月13日 長浜市      | 長浜市 |
| 坂 田 郡    | 永久寺村   | 永久寺村              | 永久寺村            | 六荘村                     | 六荘村                      | 昭和18年4月1日 長浜市         | 長浜市                        | 長浜市                       | 長浜市                      | 長浜市                       | 平成18年2月13日 長浜市      | 長浜市 |
| 坂 田 郡    | 大辰巳村   | 大辰巳村              | 大辰巳村            | 六荘村                     | 六荘村                      | 昭和18年4月1日 長浜市         | 長浜市                        | 長浜市                       | 長浜市                      | 長浜市                       | 平成18年2月13日 長浜市      | 長浜市 |
| 坂 田 郡    | 室村       | 室村                  | 室村                | 六荘村                     | 六荘村                      | 昭和18年4月1日 長浜市         | 長浜市                        | 長浜市                       | 長浜市                      | 長浜市                       | 平成18年2月13日 長浜市      | 長浜市 |
| 坂 田 郡    | 八幡東村   | 八幡東村              | 八幡東村            | 六荘村                     | 六荘村                      | 昭和18年4月1日 長浜市         | 長浜市                        | 長浜市                       | 長浜市                      | 長浜市                       | 平成18年2月13日 長浜市      | 長浜市 |
| 坂 田 郡    | 川崎村     | 川崎村                | 川崎村              | 神照村                     | 神照村                      | 昭和18年4月1日 長浜市         | 長浜市                        | 長浜市                       | 長浜市                      | 長浜市                       | 平成18年2月13日 長浜市      | 長浜市 |
| 坂 田 郡    | 辰巳村     | 明治7年 山階村        | 山階村              | 神照村                     | 神照村                      | 昭和18年4月1日 長浜市         | 長浜市                        | 長浜市                       | 長浜市                      | 長浜市                       | 平成18年2月13日 長浜市      | 長浜市 |
| 坂 田 郡    | 乾村       | 明治7年 山階村        | 山階村              | 神照村                     | 神照村                      | 昭和18年4月1日 長浜市         | 長浜市                        | 長浜市                       | 長浜市                      | 長浜市                       | 平成18年2月13日 長浜市      | 長浜市 |
| 坂 田 郡    | 口分田村   | 口分田村              | 口分田村            | 神照村                     | 神照村                      | 昭和18年4月1日 長浜市         | 長浜市                        | 長浜市                       | 長浜市                      | 長浜市                       | 平成18年2月13日 長浜市      | 長浜市 |
| 坂 田 郡    | 今村       | 今村                  | 今村                | 神照村                     | 神照村                      | 昭和18年4月1日 長浜市         | 長浜市                        | 長浜市                       | 長浜市                      | 長浜市                       | 平成18年2月13日 長浜市      | 長浜市 |
| 坂 田 郡    | 保田村     | 保田村                | 保田村              | 神照村                     | 神照村                      | 昭和18年4月1日 長浜市         | 長浜市                        | 長浜市                       | 長浜市                      | 長浜市                       | 平成18年2月13日 長浜市      | 長浜市 |
| 坂 田 郡    | 橋本村     | 橋本村                | 橋本村              | 神照村                     | 神照村                      | 昭和18年4月1日 長浜市         | 長浜市                        | 長浜市                       | 長浜市                      | 長浜市                       | 平成18年2月13日 長浜市      | 長浜市 |
| 坂 田 郡    | 国友村     | 国友村                | 国友村              | 神照村                     | 神照村                      | 昭和18年4月1日 長浜市         | 長浜市                        | 長浜市                       | 長浜市                      | 長浜市                       | 平成18年2月13日 長浜市      | 長浜市 |
| 坂 田 郡    | 中沢村     | 中沢村                | 中沢村              | 神照村                     | 神照村                      | 昭和18年4月1日 長浜市         | 長浜市                        | 長浜市                       | 長浜市                      | 長浜市                       | 平成18年2月13日 長浜市      | 長浜市 |
| 坂 田 郡    | 下之郷村   | 下之郷村              | 下之郷村            | 神照村                     | 神照村                      | 昭和18年4月1日 長浜市         | 長浜市                        | 長浜市                       | 長浜市                      | 長浜市                       | 平成18年2月13日 長浜市      | 長浜市 |
| 坂 田 郡    | 小沢村     | 小沢村                | 小沢村              | 神照村                     | 神照村                      | 昭和18年4月1日 長浜市         | 長浜市                        | 長浜市                       | 長浜市                      | 長浜市                       | 平成18年2月13日 長浜市      | 長浜市 |
| 坂 田 郡    | 新庄馬場村 | 新庄馬場村            | 新庄馬場村          | 神照村                     | 神照村                      | 昭和18年4月1日 長浜市         | 長浜市                        | 長浜市                       | 長浜市                      | 長浜市                       | 平成18年2月13日 長浜市      | 長浜市 |
| 坂 田 郡    | 新庄寺村   | 新庄寺村              | 新庄寺村            | 神照村                     | 神照村                      | 昭和18年4月1日 長浜市         | 長浜市                        | 長浜市                       | 長浜市                      | 長浜市                       | 平成18年2月13日 長浜市      | 長浜市 |
| 坂 田 郡    | 新庄中村   | 新庄中村              | 新庄中村            | 神照村                     | 神照村                      | 昭和18年4月1日 長浜市         | 長浜市                        | 長浜市                       | 長浜市                      | 長浜市                       | 平成18年2月13日 長浜市      | 長浜市 |
| 坂 田 郡    | 新庄東村   | 明治7年 南方村        | 南方村              | 神照村                     | 神照村                      | 昭和18年4月1日 長浜市         | 長浜市                        | 長浜市                       | 長浜市                      | 長浜市                       | 平成18年2月13日 長浜市      | 長浜市 |
| 坂 田 郡    | 新庄西村   | 明治7年 南方村        | 南方村              | 神照村                     | 神照村                      | 昭和18年4月1日 長浜市         | 長浜市                        | 長浜市                       | 長浜市                      | 長浜市                       | 平成18年2月13日 長浜市      | 長浜市 |
| 坂 田 郡    | 八幡中山村 | 八幡中山村            | 八幡中山村          | 神照村                     | 神照村                      | 昭和18年4月1日 長浜市         | 長浜市                        | 長浜市                       | 長浜市                      | 長浜市                       | 平成18年2月13日 長浜市      | 長浜市 |
| 坂 田 郡    | 十里村     | 十里村                | 十里村              | 神照村                     | 神照村                      | 昭和18年4月1日 長浜市         | 長浜市                        | 長浜市                       | 長浜市                      | 長浜市                       | 平成18年2月13日 長浜市      | 長浜市 |
| 坂 田 郡    | 列見村     | 列見村                | 列見村              | 神照村                     | 神照村                      | 昭和18年4月1日 長浜市         | 長浜市                        | 長浜市                       | 長浜市                      | 長浜市                       | 平成18年2月13日 長浜市      | 長浜市 |
| 坂 田 郡    | 祇園村     | 祇園村                | 祇園村              | 神照村                     | 神照村                      | 昭和18年4月1日 長浜市         | 長浜市                        | 長浜市                       | 長浜市                      | 長浜市                       | 平成18年2月13日 長浜市      | 長浜市 |
| 坂 田 郡    | 相撲村     | 相撲村                | 相撲村              | 神照村                     | 神照村                      | 昭和18年4月1日 長浜市         | 長浜市                        | 長浜市                       | 長浜市                      | 長浜市                       | 平成18年2月13日 長浜市      | 長浜市 |
| 坂 田 郡    | 森村       | 森村                  | 森村                | 神照村                     | 神照村                      | 昭和18年4月1日 長浜市         | 長浜市                        | 長浜市                       | 長浜市                      | 長浜市                       | 平成18年2月13日 長浜市      | 長浜市 |
| 坂 田 郡    | 石田村     | 石田村                | 石田村              | 北郷里村                   | 北郷里村                    | 昭和18年4月1日 長浜市         | 長浜市                        | 長浜市                       | 長浜市                      | 長浜市                       | 平成18年2月13日 長浜市      | 長浜市 |
| 坂 田 郡    | 小屋村     | 小屋村                | 小屋村              | 北郷里村                   | 北郷里村                    | 昭和18年4月1日 長浜市         | 長浜市                        | 長浜市                       | 長浜市                      | 長浜市                       | 平成18年2月13日 長浜市      | 長浜市 |
| 坂 田 郡    | 堀部村     | 堀部村                | 堀部村              | 北郷里村                   | 北郷里村                    | 昭和18年4月1日 長浜市         | 長浜市                        | 長浜市                       | 長浜市                      | 長浜市                       | 平成18年2月13日 長浜市      | 長浜市 |
| 坂 田 郡    | 保多村     | 保多村                | 保多村              | 北郷里村                   | 北郷里村                    | 昭和18年4月1日 長浜市         | 長浜市                        | 長浜市                       | 長浜市                      | 長浜市                       | 平成18年2月13日 長浜市      | 長浜市 |
| 坂 田 郡    | 垣籠村     | 垣籠村                | 垣籠村              | 北郷里村                   | 北郷里村                    | 昭和18年4月1日 長浜市         | 長浜市                        | 長浜市                       | 長浜市                      | 長浜市                       | 平成18年2月13日 長浜市      | 長浜市 |
| 坂 田 郡    | 春近村     | 春近村                | 春近村              | 北郷里村                   | 北郷里村                    | 昭和18年4月1日 長浜市         | 長浜市                        | 長浜市                       | 長浜市                      | 長浜市                       | 平成18年2月13日 長浜市      | 長浜市 |
| 坂 田 郡    | 東上坂村   | 東上坂村              | 東上坂村            | 北郷里村                   | 北郷里村                    | 昭和18年4月1日 長浜市         | 長浜市                        | 長浜市                       | 長浜市                      | 長浜市                       | 平成18年2月13日 長浜市      | 長浜市 |
| 坂 田 郡    | 西上坂村   | 西上坂村              | 西上坂村            | 北郷里村                   | 北郷里村                    | 昭和18年4月1日 長浜市         | 長浜市                        | 長浜市                       | 長浜市                      | 長浜市                       | 平成18年2月13日 長浜市      | 長浜市 |
| 坂 田 郡    | 西上坂村   | 明治7年 分立千草村    | 千草村              | 北郷里村                   | 北郷里村                    | 昭和18年4月1日 長浜市         | 長浜市                        | 長浜市                       | 長浜市                      | 長浜市                       | 平成18年2月13日 長浜市      | 長浜市 |
| 坂 田 郡    | 大東村     | 大東村                | 大東村              | 南郷里村                   | 南郷里村                    | 昭和18年4月1日 長浜市         | 長浜市                        | 長浜市                       | 長浜市                      | 長浜市                       | 平成18年2月13日 長浜市      | 長浜市 |
| 坂 田 郡    | 今川村     | 今川村                | 今川村              | 南郷里村                   | 南郷里村                    | 昭和18年4月1日 長浜市         | 長浜市                        | 長浜市                       | 長浜市                      | 長浜市                       | 平成18年2月13日 長浜市      | 長浜市 |
| 坂 田 郡    | 宮川村     | 明治7年 宮司村        | 宮司村              | 南郷里村                   | 南郷里村                    | 昭和18年4月1日 長浜市         | 長浜市                        | 長浜市                       | 長浜市                      | 長浜市                       | 平成18年2月13日 長浜市      | 長浜市 |
| 坂 田 郡    | 下司村     | 明治7年 宮司村        | 宮司村              | 南郷里村                   | 南郷里村                    | 昭和18年4月1日 長浜市         | 長浜市                        | 長浜市                       | 長浜市                      | 長浜市                       | 平成18年2月13日 長浜市      | 長浜市 |
| 坂 田 郡    | 小堀村     | 小堀村                | 小堀村              | 南郷里村                   | 南郷里村                    | 昭和18年4月1日 長浜市         | 長浜市                        | 長浜市                       | 長浜市                      | 長浜市                       | 平成18年2月13日 長浜市      | 長浜市 |
| 坂 田 郡    | 南田附村   | 南田附村              | 南田附村            | 南郷里村                   | 南郷里村                    | 昭和18年4月1日 長浜市         | 長浜市                        | 長浜市                       | 長浜市                      | 長浜市                       | 平成18年2月13日 長浜市      | 長浜市 |
| 坂 田 郡    | 加納村     | 加納村                | 加納村              | 南郷里村                   | 南郷里村                    | 昭和18年4月1日 長浜市         | 長浜市                        | 長浜市                       | 長浜市                      | 長浜市                       | 平成18年2月13日 長浜市      | 長浜市 |
| 坂 田 郡    | 榎木村     | 榎木村                | 榎木村              | 南郷里村                   | 南郷里村                    | 昭和18年4月1日 長浜市         | 長浜市                        | 長浜市                       | 長浜市                      | 長浜市                       | 平成18年2月13日 長浜市      | 長浜市 |
| 坂 田 郡    | 北田附村   | 明治12年 新栄村       | 新栄村              | 南郷里村                   | 南郷里村                    | 昭和18年4月1日 長浜市         | 長浜市                        | 長浜市                       | 長浜市                      | 長浜市                       | 平成18年2月13日 長浜市      | 長浜市 |
| 坂 田 郡    | 北小足村   | 明治12年 新栄村       | 新栄村              | 南郷里村                   | 南郷里村                    | 昭和18年4月1日 長浜市         | 長浜市                        | 長浜市                       | 長浜市                      | 長浜市                       | 平成18年2月13日 長浜市      | 長浜市 |
| 坂 田 郡    | 南小足村   | 南小足村              | 南小足村            | 南郷里村                   | 南郷里村                    | 昭和18年4月1日 長浜市         | 長浜市                        | 長浜市                       | 長浜市                      | 長浜市                       | 平成18年2月13日 長浜市      | 長浜市 |
| 坂 田 郡    | 七条村     | 七条村                | 七条村              | 南郷里村                   | 南郷里村                    | 昭和18年4月1日 長浜市         | 長浜市                        | 長浜市                       | 長浜市                      | 長浜市                       | 平成18年2月13日 長浜市      | 長浜市 |
| 坂 田 郡    | 布施村     | 明治7年 薗原村        | 薗原村              | 西黒田村                   | 西黒田村                    | 昭和18年4月1日 長浜市         | 長浜市                        | 長浜市                       | 長浜市                      | 長浜市                       | 平成18年2月13日 長浜市      | 長浜市 |
| 坂 田 郡    | 小一条村   | 明治7年 薗原村        | 薗原村              | 西黒田村                   | 西黒田村                    | 昭和18年4月1日 長浜市         | 長浜市                        | 長浜市                       | 長浜市                      | 長浜市                       | 平成18年2月13日 長浜市      | 長浜市 |
| 坂 田 郡    | 名越村     | 名越村                | 名越村              | 西黒田村                   | 西黒田村                    | 昭和18年4月1日 長浜市         | 長浜市                        | 長浜市                       | 長浜市                      | 長浜市                       | 平成18年2月13日 長浜市      | 長浜市 |
| 坂 田 郡    | 常喜村     | 常喜村                | 常喜村              | 西黒田村                   | 西黒田村                    | 昭和18年4月1日 長浜市         | 長浜市                        | 長浜市                       | 長浜市                      | 長浜市                       | 平成18年2月13日 長浜市      | 長浜市 |
| 坂 田 郡    | 鳥羽上村   | 鳥羽上村              | 鳥羽上村            | 西黒田村                   | 西黒田村                    | 昭和18年4月1日 長浜市         | 長浜市                        | 長浜市                       | 長浜市                      | 長浜市                       | 平成18年2月13日 長浜市      | 長浜市 |
| 坂 田 郡    | 本庄村     | 本庄村                | 本庄村              | 西黒田村                   | 西黒田村                    | 昭和18年4月1日 長浜市         | 長浜市                        | 長浜市                       | 長浜市                      | 長浜市                       | 平成18年2月13日 長浜市      | 長浜市 |
| 坂 田 郡    | 八条村     | 八条村                | 八条村              | 西黒田村                   | 西黒田村                    | 昭和18年4月1日 長浜市         | 長浜市                        | 長浜市                       | 長浜市                      | 長浜市                       | 平成18年2月13日 長浜市      | 長浜市 |
| 坂 田 郡    | 加田村     | 加田村                | 加田村              | 法性寺村                   | 明治30年3月1日 分立 神田村  | 昭和18年4月1日 長浜市         | 長浜市                        | 長浜市                       | 長浜市                      | 長浜市                       | 平成18年2月13日 長浜市      | 長浜市 |
| 坂 田 郡    | 加田今村   | 加田今村              | 加田今村            | 法性寺村                   | 明治30年3月1日 分立 神田村  | 昭和18年4月1日 長浜市         | 長浜市                        | 長浜市                       | 長浜市                      | 長浜市                       | 平成18年2月13日 長浜市      | 長浜市 |
| 坂 田 郡    | 相撲庭村   | 相撲庭村              | 相撲庭村            | 東浅井郡 七尾村            | 七尾村                      | 七尾村                        | 七尾村                        | 昭和29年10月1日 浅井町       | 浅井町                      | 浅井町                       | 平成18年2月13日 長浜市      | 長浜市 |
| 東 浅 井 郡 | 法楽寺村   | 法楽寺村              | 法楽寺村            | 東浅井郡 七尾村            | 七尾村                      | 七尾村                        | 七尾村                        | 昭和29年10月1日 浅井町       | 浅井町                      | 浅井町                       | 平成18年2月13日 長浜市      | 長浜市 |
| 東 浅 井 郡 | 南池村     | 南池村                | 南池村              | 東浅井郡 七尾村            | 七尾村                      | 七尾村                        | 七尾村                        | 昭和29年10月1日 浅井町       | 浅井町                      | 浅井町                       | 平成18年2月13日 長浜市      | 長浜市 |
| 東 浅 井 郡 | 北池村     | 北池村                | 北池村              | 東浅井郡 七尾村            | 七尾村                      | 七尾村                        | 七尾村                        | 昭和29年10月1日 浅井町       | 浅井町                      | 浅井町                       | 平成18年2月13日 長浜市      | 長浜市 |
| 東 浅 井 郡 | 佐野村     | 佐野村                | 佐野村              | 東浅井郡 七尾村            | 七尾村                      | 七尾村                        | 七尾村                        | 昭和29年10月1日 浅井町       | 浅井町                      | 浅井町                       | 平成18年2月13日 長浜市      | 長浜市 |
| 東 浅 井 郡 | 今庄村     | 今庄村                | 今庄村              | 東浅井郡 七尾村            | 七尾村                      | 七尾村                        | 七尾村                        | 昭和29年10月1日 浅井町       | 浅井町                      | 浅井町                       | 平成18年2月13日 長浜市      | 長浜市 |
| 東 浅 井 郡 | 野村       | 野村                  | 野村                | 東浅井郡 七尾村            | 七尾村                      | 七尾村                        | 七尾村                        | 昭和29年10月1日 浅井町       | 浅井町                      | 浅井町                       | 平成18年2月13日 長浜市      | 長浜市 |
| 東 浅 井 郡 | 木尾村     | 木尾村                | 木尾村              | 田根村                     | 田根村                      | 田根村                        | 田根村                        | 昭和29年10月1日 浅井町       | 浅井町                      | 浅井町                       | 平成18年2月13日 長浜市      | 長浜市 |
| 東 浅 井 郡 | 上野村     | 上野村                | 上野村              | 田根村                     | 田根村                      | 田根村                        | 田根村                        | 昭和29年10月1日 浅井町       | 浅井町                      | 浅井町                       | 平成18年2月13日 長浜市      | 長浜市 |
| 東 浅 井 郡 | 小室村     | 小室村                | 小室村              | 田根村                     | 田根村                      | 田根村                        | 田根村                        | 昭和29年10月1日 浅井町       | 浅井町                      | 浅井町                       | 平成18年2月13日 長浜市      | 長浜市 |
| 東 浅 井 郡 | 黒部村     | 黒部村                | 黒部村              | 田根村                     | 田根村                      | 田根村                        | 田根村                        | 昭和29年10月1日 浅井町       | 浅井町                      | 浅井町                       | 平成18年2月13日 長浜市      | 長浜市 |
| 東 浅 井 郡 | 竜安寺村   | 竜安寺村              | 竜安寺村            | 田根村                     | 田根村                      | 田根村                        | 田根村                        | 昭和29年10月1日 浅井町       | 浅井町                      | 浅井町                       | 平成18年2月13日 長浜市      | 長浜市 |
| 東 浅 井 郡 | 谷口村     | 谷口村                | 谷口村              | 田根村                     | 田根村                      | 田根村                        | 田根村                        | 昭和29年10月1日 浅井町       | 浅井町                      | 浅井町                       | 平成18年2月13日 長浜市      | 長浜市 |
| 東 浅 井 郡 | 北野村     | 北野村                | 明治15年 北野村     | 田根村                     | 田根村                      | 田根村                        | 田根村                        | 昭和29年10月1日 浅井町       | 浅井町                      | 浅井町                       | 平成18年2月13日 長浜市      | 長浜市 |
| 東 浅 井 郡 | 竜岸寺村   | 竜岸寺村              | 明治15年 北野村     | 田根村                     | 田根村                      | 田根村                        | 田根村                        | 昭和29年10月1日 浅井町       | 浅井町                      | 浅井町                       | 平成18年2月13日 長浜市      | 長浜市 |
| 東 浅 井 郡 | 力丸村     | 力丸村                | 力丸村              | 田根村                     | 田根村                      | 田根村                        | 田根村                        | 昭和29年10月1日 浅井町       | 浅井町                      | 浅井町                       | 平成18年2月13日 長浜市      | 長浜市 |
| 東 浅 井 郡 | 野田村     | 野田村                | 野田村              | 田根村                     | 田根村                      | 田根村                        | 田根村                        | 昭和29年10月1日 浅井町       | 浅井町                      | 浅井町                       | 平成18年2月13日 長浜市      | 長浜市 |
| 東 浅 井 郡 | 高畑村     | 高畑村                | 高畑村              | 田根村                     | 田根村                      | 田根村                        | 田根村                        | 昭和29年10月1日 浅井町       | 浅井町                      | 浅井町                       | 平成18年2月13日 長浜市      | 長浜市 |
| 東 浅 井 郡 | 池奥村     | 池奥村                | 池奥村              | 田根村                     | 田根村                      | 田根村                        | 田根村                        | 昭和29年10月1日 浅井町       | 浅井町                      | 浅井町                       | 平成18年2月13日 長浜市      | 長浜市 |
| 東 浅 井 郡 | 瓜生村     | 瓜生村                | 瓜生村              | 田根村                     | 田根村                      | 田根村                        | 田根村                        | 昭和29年10月1日 浅井町       | 浅井町                      | 浅井町                       | 平成18年2月13日 長浜市      | 長浜市 |
| 東 浅 井 郡 | 田川村     | 田川村                | 田川村              | 田根村                     | 田根村                      | 田根村                        | 田根村                        | 昭和29年10月1日 浅井町       | 浅井町                      | 浅井町                       | 平成18年2月13日 長浜市      | 長浜市 |
| 東 浅 井 郡 | 須賀谷村   | 須賀谷村              | 須賀谷村            | 田根村                     | 田根村                      | 田根村                        | 田根村                        | 昭和29年10月1日 浅井町       | 浅井町                      | 浅井町                       | 平成18年2月13日 長浜市      | 長浜市 |
| 東 浅 井 郡 | 三田村     | 三田村                | 三田村              | 湯田村                     | 湯田村                      | 湯田村                        | 湯田村                        | 昭和29年10月1日 浅井町       | 浅井町                      | 浅井町                       | 平成18年2月13日 長浜市      | 長浜市 |
| 東 浅 井 郡 | 大路村     | 大路村                | 大路村              | 湯田村                     | 湯田村                      | 湯田村                        | 湯田村                        | 昭和29年10月1日 浅井町       | 浅井町                      | 浅井町                       | 平成18年2月13日 長浜市      | 長浜市 |
| 東 浅 井 郡 | 内保村     | 内保村                | 内保村              | 湯田村                     | 湯田村                      | 湯田村                        | 湯田村                        | 昭和29年10月1日 浅井町       | 浅井町                      | 浅井町                       | 平成18年2月13日 長浜市      | 長浜市 |
| 東 浅 井 郡 | 湯次村     | 湯次村                | 湯次村              | 湯田村                     | 湯田村                      | 湯田村                        | 湯田村                        | 昭和29年10月1日 浅井町       | 浅井町                      | 浅井町                       | 平成18年2月13日 長浜市      | 長浜市 |
| 東 浅 井 郡 | 尊野村     | 尊野村                | 尊野村              | 湯田村                     | 湯田村                      | 湯田村                        | 湯田村                        | 昭和29年10月1日 浅井町       | 浅井町                      | 浅井町                       | 平成18年2月13日 長浜市      | 長浜市 |
| 東 浅 井 郡 | 平塚村     | 平塚村                | 平塚村              | 湯田村                     | 湯田村                      | 湯田村                        | 湯田村                        | 昭和29年10月1日 浅井町       | 浅井町                      | 浅井町                       | 平成18年2月13日 長浜市      | 長浜市 |
| 東 浅 井 郡 | 八島村     | 八島村                | 八島村              | 湯田村                     | 湯田村                      | 湯田村                        | 湯田村                        | 昭和29年10月1日 浅井町       | 浅井町                      | 浅井町                       | 平成18年2月13日 長浜市      | 長浜市 |
| 東 浅 井 郡 | 大依村     | 大依村                | 大依村              | 湯田村                     | 湯田村                      | 湯田村                        | 湯田村                        | 昭和29年10月1日 浅井町       | 浅井町                      | 浅井町                       | 平成18年2月13日 長浜市      | 長浜市 |
| 東 浅 井 郡 | 尊勝寺村   | 尊勝寺村              | 尊勝寺村            | 湯田村                     | 湯田村                      | 湯田村                        | 湯田村                        | 昭和29年10月1日 浅井町       | 浅井町                      | 浅井町                       | 平成18年2月13日 長浜市      | 長浜市 |
| 東 浅 井 郡 | 尊勝寺村   | 明治7年 分立 西野村   | 西野村              | 湯田村                     | 湯田村                      | 湯田村                        | 湯田村                        | 昭和29年10月1日 浅井町       | 浅井町                      | 浅井町                       | 平成18年2月13日 長浜市      | 長浜市 |
| 東 浅 井 郡 | 山之前村   | 山之前村              | 山之前村            | 湯田村                     | 湯田村                      | 湯田村                        | 湯田村                        | 昭和29年10月1日 浅井町       | 浅井町                      | 浅井町                       | 平成18年2月13日 長浜市      | 長浜市 |
| 東 浅 井 郡 | 徳山村     | 徳山村                | 徳山村              | 下草野村                   | 下草野村                    | 下草野村                      | 下草野村                      | 昭和29年10月1日 浅井町       | 浅井町                      | 浅井町                       | 平成18年2月13日 長浜市      | 長浜市 |
| 東 浅 井 郡 | 醍醐村     | 醍醐村                | 醍醐村              | 下草野村                   | 下草野村                    | 下草野村                      | 下草野村                      | 昭和29年10月1日 浅井町       | 浅井町                      | 浅井町                       | 平成18年2月13日 長浜市      | 長浜市 |
| 東 浅 井 郡 | 小野寺村   | 小野寺村              | 小野寺村            | 下草野村                   | 下草野村                    | 下草野村                      | 下草野村                      | 昭和29年10月1日 浅井町       | 浅井町                      | 浅井町                       | 平成18年2月13日 長浜市      | 長浜市 |
| 東 浅 井 郡 | 東野村     | 東野村                | 東野村              | 下草野村                   | 下草野村                    | 下草野村                      | 下草野村                      | 昭和29年10月1日 浅井町       | 浅井町                      | 浅井町                       | 平成18年2月13日 長浜市      | 長浜市 |
| 東 浅 井 郡 | 北ノ郷村   | 北ノ郷村              | 北ノ郷村            | 下草野村                   | 下草野村                    | 下草野村                      | 下草野村                      | 昭和29年10月1日 浅井町       | 浅井町                      | 浅井町                       | 平成18年2月13日 長浜市      | 長浜市 |
| 東 浅 井 郡 | 飯山村     | 飯山村                | 飯山村              | 下草野村                   | 下草野村                    | 下草野村                      | 下草野村                      | 昭和29年10月1日 浅井町       | 浅井町                      | 浅井町                       | 平成18年2月13日 長浜市      | 長浜市 |
| 東 浅 井 郡 | 当目村     | 当目村                | 当目村              | 下草野村                   | 下草野村                    | 下草野村                      | 下草野村                      | 昭和29年10月1日 浅井町       | 浅井町                      | 浅井町                       | 平成18年2月13日 長浜市      | 長浜市 |
| 東 浅 井 郡 | 大門村     | 大門村                | 大門村              | 下草野村                   | 下草野村                    | 下草野村                      | 下草野村                      | 昭和29年10月1日 浅井町       | 浅井町                      | 浅井町                       | 平成18年2月13日 長浜市      | 長浜市 |
| 東 浅 井 郡 | 乗倉村     | 乗倉村                | 乗倉村              | 下草野村                   | 下草野村                    | 下草野村                      | 下草野村                      | 昭和29年10月1日 浅井町       | 浅井町                      | 浅井町                       | 平成18年2月13日 長浜市      | 長浜市 |
| 東 浅 井 郡 | 南郷村     | 南郷村                | 南郷村              | 下草野村                   | 下草野村                    | 下草野村                      | 下草野村                      | 昭和29年10月1日 浅井町       | 浅井町                      | 浅井町                       | 平成18年2月13日 長浜市      | 長浜市 |
| 東 浅 井 郡 | 西主計村   | 西主計村              | 西主計村            | 下草野村                   | 下草野村                    | 下草野村                      | 下草野村                      | 昭和29年10月1日 浅井町       | 浅井町                      | 浅井町                       | 平成18年2月13日 長浜市      | 長浜市 |
| 東 浅 井 郡 | 東主計村   | 東主計村              | 東主計村            | 下草野村                   | 下草野村                    | 下草野村                      | 下草野村                      | 昭和29年10月1日 浅井町       | 浅井町                      | 浅井町                       | 平成18年2月13日 長浜市      | 長浜市 |
| 東 浅 井 郡 | 郷野村     | 郷野村                | 郷野村              | 上草野村                   | 上草野村                    | 上草野村                      | 上草野村                      | 上草野村                     | 昭和31年5月3日 浅井町に編入 | 浅井町                       | 平成18年2月13日 長浜市      | 長浜市 |
| 東 浅 井 郡 | 野瀬村     | 野瀬村                | 野瀬村              | 上草野村                   | 上草野村                    | 上草野村                      | 上草野村                      | 上草野村                     | 昭和31年5月3日 浅井町に編入 | 浅井町                       | 平成18年2月13日 長浜市      | 長浜市 |
| 東 浅 井 郡 | 中村       | 明治7年 改称 草野村   | 草野村              | 上草野村                   | 上草野村                    | 上草野村                      | 上草野村                      | 上草野村                     | 昭和31年5月3日 浅井町に編入 | 浅井町                       | 平成18年2月13日 長浜市      | 長浜市 |
| 東 浅 井 郡 | 高山村     | 高山村                | 高山村              | 上草野村                   | 上草野村                    | 上草野村                      | 上草野村                      | 上草野村                     | 昭和31年5月3日 浅井町に編入 | 浅井町                       | 平成18年2月13日 長浜市      | 長浜市 |
| 東 浅 井 郡 | 寺師村     | 寺師村                | 寺師村              | 上草野村                   | 上草野村                    | 上草野村                      | 上草野村                      | 上草野村                     | 昭和31年5月3日 浅井町に編入 | 浅井町                       | 平成18年2月13日 長浜市      | 長浜市 |
| 東 浅 井 郡 | 西村       | 西村                  | 西村                | 上草野村                   | 上草野村                    | 上草野村                      | 上草野村                      | 上草野村                     | 昭和31年5月3日 浅井町に編入 | 浅井町                       | 平成18年2月13日 長浜市      | 長浜市 |
| 東 浅 井 郡 | 田村       | 明治7年 改称 太田村   | 太田村              | 上草野村                   | 上草野村                    | 上草野村                      | 上草野村                      | 上草野村                     | 昭和31年5月3日 浅井町に編入 | 浅井町                       | 平成18年2月13日 長浜市      | 長浜市 |
| 東 浅 井 郡 | 鍛冶屋村   | 鍛冶屋村              | 鍛冶屋村            | 上草野村                   | 上草野村                    | 上草野村                      | 上草野村                      | 上草野村                     | 昭和31年5月3日 浅井町に編入 | 浅井町                       | 平成18年2月13日 長浜市      | 長浜市 |
| 東 浅 井 郡 | 岡谷村     | 岡谷村                | 岡谷村              | 上草野村                   | 上草野村                    | 上草野村                      | 上草野村                      | 上草野村                     | 昭和31年5月3日 浅井町に編入 | 浅井町                       | 平成18年2月13日 長浜市      | 長浜市 |
| 東 浅 井 郡 | 錦織村     | 錦織村                | 錦織村              | 南福村                     | 明治23年3月15日 改称 大郷村 | 南福村                        | 大郷村                        | 大郷村                       | 昭和31年9月25日 びわ村      | 昭和46年4月1日 町制 びわ町   | 平成18年2月13日 長浜市      | 長浜市 |
| 東 浅 井 郡 | 落合村     | 落合村                | 落合村              | 南福村                     | 明治23年3月15日 改称 大郷村 | 南福村                        | 大郷村                        | 大郷村                       | 昭和31年9月25日 びわ村      | 昭和46年4月1日 町制 びわ町   | 平成18年2月13日 長浜市      | 長浜市 |
| 東 浅 井 郡 | 難波村     | 難波村                | 難波村              | 南福村                     | 明治23年3月15日 改称 大郷村 | 南福村                        | 大郷村                        | 大郷村                       | 昭和31年9月25日 びわ村      | 昭和46年4月1日 町制 びわ町   | 平成18年2月13日 長浜市      | 長浜市 |
| 東 浅 井 郡 | 新居村     | 新居村                | 新居村              | 南福村                     | 明治23年3月15日 改称 大郷村 | 南福村                        | 大郷村                        | 大郷村                       | 昭和31年9月25日 びわ村      | 昭和46年4月1日 町制 びわ町   | 平成18年2月13日 長浜市      | 長浜市 |
| 東 浅 井 郡 | 野寺村     | 野寺村                | 野寺村              | 南福村                     | 明治23年3月15日 改称 大郷村 | 南福村                        | 大郷村                        | 大郷村                       | 昭和31年9月25日 びわ村      | 昭和46年4月1日 町制 びわ町   | 平成18年2月13日 長浜市      | 長浜市 |
| 東 浅 井 郡 | 八木浜村   | 八木浜村              | 八木浜村            | 南福村                     | 明治23年3月15日 改称 大郷村 | 南福村                        | 大郷村                        | 大郷村                       | 昭和31年9月25日 びわ村      | 昭和46年4月1日 町制 びわ町   | 平成18年2月13日 長浜市      | 長浜市 |
| 東 浅 井 郡 | 大浜村     | 大浜村                | 大浜村              | 南福村                     | 明治23年3月15日 改称 大郷村 | 南福村                        | 大郷村                        | 大郷村                       | 昭和31年9月25日 びわ村      | 昭和46年4月1日 町制 びわ町   | 平成18年2月13日 長浜市      | 長浜市 |
| 東 浅 井 郡 | 南浜村     | 南浜村                | 南浜村              | 南福村                     | 明治23年3月15日 改称 大郷村 | 南福村                        | 大郷村                        | 大郷村                       | 昭和31年9月25日 びわ村      | 昭和46年4月1日 町制 びわ町   | 平成18年2月13日 長浜市      | 長浜市 |
| 東 浅 井 郡 | 川道村     | 川道村                | 川道村              | 南福村                     | 明治23年3月15日 改称 大郷村 | 南福村                        | 大郷村                        | 大郷村                       | 昭和31年9月25日 びわ村      | 昭和46年4月1日 町制 びわ町   | 平成18年2月13日 長浜市      | 長浜市 |
| 東 浅 井 郡 | 曽根村     | 曽根村                | 曽根村              | 南福村                     | 明治23年3月15日 改称 大郷村 | 南福村                        | 大郷村                        | 大郷村                       | 昭和31年9月25日 びわ村      | 昭和46年4月1日 町制 びわ町   | 平成18年2月13日 長浜市      | 長浜市 |
| 東 浅 井 郡 | 細江村     | 細江村                | 細江村              | 南福村                     | 明治23年3月15日 改称 大郷村 | 南福村                        | 大郷村                        | 大郷村                       | 昭和31年9月25日 びわ村      | 昭和46年4月1日 町制 びわ町   | 平成18年2月13日 長浜市      | 長浜市 |
| 東 浅 井 郡 | 安養寺村   | 安養寺村              | 安養寺村            | 竹生村                     | 竹生村                      | 竹生村                        | 竹生村                        | 竹生村                       | 昭和31年9月25日 びわ村      | 昭和46年4月1日 町制 びわ町   | 平成18年2月13日 長浜市      | 長浜市 |
| 東 浅 井 郡 | 益田村     | 益田村                | 益田村              | 竹生村                     | 竹生村                      | 竹生村                        | 竹生村                        | 竹生村                       | 昭和31年9月25日 びわ村      | 昭和46年4月1日 町制 びわ町   | 平成18年2月13日 長浜市      | 長浜市 |
| 東 浅 井 郡 | 富田村     | 富田村                | 富田村              | 竹生村                     | 竹生村                      | 竹生村                        | 竹生村                        | 竹生村                       | 昭和31年9月25日 びわ村      | 昭和46年4月1日 町制 びわ町   | 平成18年2月13日 長浜市      | 長浜市 |
| 東 浅 井 郡 | 香花寺村   | 香花寺村              | 香花寺村            | 竹生村                     | 竹生村                      | 竹生村                        | 竹生村                        | 竹生村                       | 昭和31年9月25日 びわ村      | 昭和46年4月1日 町制 びわ町   | 平成18年2月13日 長浜市      | 長浜市 |
| 東 浅 井 郡 | 稲葉村     | 稲葉村                | 稲葉村              | 竹生村                     | 竹生村                      | 竹生村                        | 竹生村                        | 竹生村                       | 昭和31年9月25日 びわ村      | 昭和46年4月1日 町制 びわ町   | 平成18年2月13日 長浜市      | 長浜市 |
| 東 浅 井 郡 | 小観音寺村 | 小観音寺村            | 小観音寺村          | 竹生村                     | 竹生村                      | 竹生村                        | 竹生村                        | 竹生村                       | 昭和31年9月25日 びわ村      | 昭和46年4月1日 町制 びわ町   | 平成18年2月13日 長浜市      | 長浜市 |
| 東 浅 井 郡 | 弓削村     | 弓削村                | 弓削村              | 竹生村                     | 竹生村                      | 竹生村                        | 竹生村                        | 竹生村                       | 昭和31年9月25日 びわ村      | 昭和46年4月1日 町制 びわ町   | 平成18年2月13日 長浜市      | 長浜市 |
| 東 浅 井 郡 | 十九村     | 十九村                | 十九村              | 竹生村                     | 竹生村                      | 竹生村                        | 竹生村                        | 竹生村                       | 昭和31年9月25日 びわ村      | 昭和46年4月1日 町制 びわ町   | 平成18年2月13日 長浜市      | 長浜市 |
| 東 浅 井 郡 | 上八木村   | 上八木村              | 上八木村            | 竹生村                     | 竹生村                      | 竹生村                        | 竹生村                        | 竹生村                       | 昭和31年9月25日 びわ村      | 昭和46年4月1日 町制 びわ町   | 平成18年2月13日 長浜市      | 長浜市 |
| 東 浅 井 郡 | 下八木村   | 下八木村              | 下八木村            | 竹生村                     | 竹生村                      | 竹生村                        | 竹生村                        | 竹生村                       | 昭和31年9月25日 びわ村      | 昭和46年4月1日 町制 びわ町   | 平成18年2月13日 長浜市      | 長浜市 |
| 東 浅 井 郡 | 早崎村     | 早崎村                | 早崎村              | 竹生村                     | 竹生村                      | 竹生村                        | 竹生村                        | 竹生村                       | 昭和31年9月25日 びわ村      | 昭和46年4月1日 町制 びわ町   | 平成18年2月13日 長浜市      | 長浜市 |
| 東 浅 井 郡 | 中野村     | 中野村                | 中野村              | 虎姫村                     | 虎姫村                      | 昭和15年12月10日 町制 虎姫町  | 虎姫町                        | 虎姫町                       | 虎姫町                      | 虎姫町                       | 平成22年1月1日 長浜市に編入 | 長浜市 |
| 東 浅 井 郡 | 大寺村     | 大寺村                | 大寺村              | 虎姫村                     | 虎姫村                      | 昭和15年12月10日 町制 虎姫町  | 虎姫町                        | 虎姫町                       | 虎姫町                      | 虎姫町                       | 平成22年1月1日 長浜市に編入 | 長浜市 |
| 東 浅 井 郡 | 三川村     | 三川村                | 三川村              | 虎姫村                     | 虎姫村                      | 昭和15年12月10日 町制 虎姫町  | 虎姫町                        | 虎姫町                       | 虎姫町                      | 虎姫町                       | 平成22年1月1日 長浜市に編入 | 長浜市 |
| 東 浅 井 郡 | 宮部村     | 宮部村                | 宮部村              | 虎姫村                     | 虎姫村                      | 昭和15年12月10日 町制 虎姫町  | 虎姫町                        | 虎姫町                       | 虎姫町                      | 虎姫町                       | 平成22年1月1日 長浜市に編入 | 長浜市 |
| 東 浅 井 郡 | 大井村     | 大井村                | 大井村              | 虎姫村                     | 虎姫村                      | 昭和15年12月10日 町制 虎姫町  | 虎姫町                        | 虎姫町                       | 虎姫町                      | 虎姫町                       | 平成22年1月1日 長浜市に編入 | 長浜市 |
| 東 浅 井 郡 | 五村       | 五村                  | 五村                | 虎姫村                     | 虎姫村                      | 昭和15年12月10日 町制 虎姫町  | 虎姫町                        | 虎姫町                       | 虎姫町                      | 虎姫町                       | 平成22年1月1日 長浜市に編入 | 長浜市 |
| 東 浅 井 郡 | 酢村       | 酢村                  | 酢村                | 虎姫村                     | 虎姫村                      | 昭和15年12月10日 町制 虎姫町  | 虎姫町                        | 虎姫町                       | 虎姫町                      | 虎姫町                       | 平成22年1月1日 長浜市に編入 | 長浜市 |
| 東 浅 井 郡 | 田村       | 田村                  | 田村                | 虎姫村                     | 虎姫村                      | 昭和15年12月10日 町制 虎姫町  | 虎姫町                        | 虎姫町                       | 虎姫町                      | 虎姫町                       | 平成22年1月1日 長浜市に編入 | 長浜市 |
| 東 浅 井 郡 | 月ヶ瀬村   | 月ヶ瀬村              | 月ヶ瀬村            | 虎姫村                     | 虎姫村                      | 昭和15年12月10日 町制 虎姫町  | 虎姫町                        | 虎姫町                       | 虎姫町                      | 虎姫町                       | 平成22年1月1日 長浜市に編入 | 長浜市 |
| 東 浅 井 郡 | 唐国村     | 唐国村                | 唐国村              | 虎姫村                     | 虎姫村                      | 昭和15年12月10日 町制 虎姫町  | 虎姫町                        | 虎姫町                       | 虎姫町                      | 虎姫町                       | 平成22年1月1日 長浜市に編入 | 長浜市 |
| 東 浅 井 郡 | 小今村     | 小今村                | 小今村              | 速水村                     | 速水村                      | 速水村                        | 速水村                        | 昭和30年1月1日 湖北町        | 昭和31年9月30日 湖北町      | 湖北町                       | 平成22年1月1日 長浜市に編入 | 長浜市 |
| 東 浅 井 郡 | 賀村       | 賀村                  | 賀村                | 速水村                     | 速水村                      | 速水村                        | 速水村                        | 昭和30年1月1日 湖北町        | 昭和31年9月30日 湖北町      | 湖北町                       | 平成22年1月1日 長浜市に編入 | 長浜市 |
| 東 浅 井 郡 | 馬渡村     | 馬渡村                | 馬渡村              | 速水村                     | 速水村                      | 速水村                        | 速水村                        | 昭和30年1月1日 湖北町        | 昭和31年9月30日 湖北町      | 湖北町                       | 平成22年1月1日 長浜市に編入 | 長浜市 |
| 東 浅 井 郡 | 大安寺村   | 大安寺村              | 大安寺村            | 速水村                     | 速水村                      | 速水村                        | 速水村                        | 昭和30年1月1日 湖北町        | 昭和31年9月30日 湖北町      | 湖北町                       | 平成22年1月1日 長浜市に編入 | 長浜市 |
| 東 浅 井 郡 | 南速水村   | 南速水村              | 南速水村            | 速水村                     | 速水村                      | 速水村                        | 速水村                        | 昭和30年1月1日 湖北町        | 昭和31年9月30日 湖北町      | 湖北町                       | 平成22年1月1日 長浜市に編入 | 長浜市 |
| 東 浅 井 郡 | 小倉村     | 小倉村                | 小倉村              | 速水村                     | 速水村                      | 速水村                        | 速水村                        | 昭和30年1月1日 湖北町        | 昭和31年9月30日 湖北町      | 湖北町                       | 平成22年1月1日 長浜市に編入 | 長浜市 |
| 東 浅 井 郡 | 高田村     | 高田村                | 高田村              | 速水村                     | 速水村                      | 速水村                        | 速水村                        | 昭和30年1月1日 湖北町        | 昭和31年9月30日 湖北町      | 湖北町                       | 平成22年1月1日 長浜市に編入 | 長浜市 |
| 東 浅 井 郡 | 速水村     | 速水村                | 速水村              | 速水村                     | 速水村                      | 速水村                        | 速水村                        | 昭和30年1月1日 湖北町        | 昭和31年9月30日 湖北町      | 湖北町                       | 平成22年1月1日 長浜市に編入 | 長浜市 |
| 東 浅 井 郡 | 青名村     | 青名村                | 青名村              | 速水村                     | 速水村                      | 速水村                        | 速水村                        | 昭和30年1月1日 湖北町        | 昭和31年9月30日 湖北町      | 湖北町                       | 平成22年1月1日 長浜市に編入 | 長浜市 |
| 東 浅 井 郡 | 八日市村   | 八日市村              | 八日市村            | 速水村                     | 速水村                      | 速水村                        | 速水村                        | 昭和30年1月1日 湖北町        | 昭和31年9月30日 湖北町      | 湖北町                       | 平成22年1月1日 長浜市に編入 | 長浜市 |
| 東 浅 井 郡 | 猫口村     | 猫口村                | 猫口村              | 速水村                     | 速水村                      | 速水村                        | 速水村                        | 昭和30年1月1日 湖北町        | 昭和31年9月30日 湖北町      | 湖北町                       | 平成22年1月1日 長浜市に編入 | 長浜市 |
| 東 浅 井 郡 | 猫沢村     | 明治7年 改称 沢村     | 沢村                | 速水村                     | 速水村                      | 速水村                        | 速水村                        | 昭和30年1月1日 湖北町        | 昭和31年9月30日 湖北町      | 湖北町                       | 平成22年1月1日 長浜市に編入 | 長浜市 |
| 東 浅 井 郡 | 今村       | 今村                  | 今村                | 速水村                     | 速水村                      | 速水村                        | 速水村                        | 昭和30年1月1日 湖北町        | 昭和31年9月30日 湖北町      | 湖北町                       | 平成22年1月1日 長浜市に編入 | 長浜市 |
| 東 浅 井 郡 | 上山田村   | 上山田村              | 上山田村            | 小谷村                     | 小谷村                      | 小谷村                        | 小谷村                        | 昭和30年1月1日 湖北町        | 昭和31年9月30日 湖北町      | 湖北町                       | 平成22年1月1日 長浜市に編入 | 長浜市 |
| 東 浅 井 郡 | 下山田村   | 下山田村              | 下山田村            | 小谷村                     | 小谷村                      | 小谷村                        | 小谷村                        | 昭和30年1月1日 湖北町        | 昭和31年9月30日 湖北町      | 湖北町                       | 平成22年1月1日 長浜市に編入 | 長浜市 |
| 東 浅 井 郡 | 二俣村     | 二俣村                | 二俣村              | 小谷村                     | 小谷村                      | 小谷村                        | 小谷村                        | 昭和30年1月1日 湖北町        | 昭和31年9月30日 湖北町      | 湖北町                       | 平成22年1月1日 長浜市に編入 | 長浜市 |
| 東 浅 井 郡 | 丁野村     | 丁野村                | 丁野村              | 小谷村                     | 小谷村                      | 小谷村                        | 小谷村                        | 昭和30年1月1日 湖北町        | 昭和31年9月30日 湖北町      | 湖北町                       | 平成22年1月1日 長浜市に編入 | 長浜市 |
| 東 浅 井 郡 | 山脇村     | 山脇村                | 山脇村              | 小谷村                     | 小谷村                      | 小谷村                        | 小谷村                        | 昭和30年1月1日 湖北町        | 昭和31年9月30日 湖北町      | 湖北町                       | 平成22年1月1日 長浜市に編入 | 長浜市 |
| 東 浅 井 郡 | 河毛村     | 河毛村                | 河毛村              | 小谷村                     | 小谷村                      | 小谷村                        | 小谷村                        | 昭和30年1月1日 湖北町        | 昭和31年9月30日 湖北町      | 湖北町                       | 平成22年1月1日 長浜市に編入 | 長浜市 |
| 東 浅 井 郡 | 別所村     | 別所村                | 別所村              | 小谷村                     | 小谷村                      | 小谷村                        | 小谷村                        | 昭和30年1月1日 湖北町        | 昭和31年9月30日 湖北町      | 湖北町                       | 平成22年1月1日 長浜市に編入 | 長浜市 |
| 東 浅 井 郡 | 留目村     | 留目村                | 留目村              | 小谷村                     | 小谷村                      | 小谷村                        | 小谷村                        | 昭和30年1月1日 湖北町        | 昭和31年9月30日 湖北町      | 湖北町                       | 平成22年1月1日 長浜市に編入 | 長浜市 |
| 東 浅 井 郡 | 伊部村     | 伊部村                | 伊部村              | 小谷村                     | 小谷村                      | 小谷村                        | 小谷村                        | 昭和30年1月1日 湖北町        | 昭和31年9月30日 湖北町      | 湖北町                       | 平成22年1月1日 長浜市に編入 | 長浜市 |
| 東 浅 井 郡 | 郡上村     | 郡上村                | 郡上村              | 小谷村                     | 小谷村                      | 小谷村                        | 小谷村                        | 昭和30年1月1日 湖北町        | 昭和31年9月30日 湖北町      | 湖北町                       | 平成22年1月1日 長浜市に編入 | 長浜市 |
| 東 浅 井 郡 |            | 明治7年 起立 美濃山村 | 美濃山村            | 小谷村                     | 小谷村                      | 小谷村                        | 小谷村                        | 昭和30年1月1日 湖北町        | 昭和31年9月30日 湖北町      | 湖北町                       | 平成22年1月1日 長浜市に編入 | 長浜市 |
| 東 浅 井 郡 | 五坪村     | 五坪村                | 五坪村              | 朝日村                     | 朝日村                      | 朝日村                        | 朝日村                        | 朝日村                       | 昭和31年9月30日 湖北町      | 湖北町                       | 平成22年1月1日 長浜市に編入 | 長浜市 |
| 東 浅 井 郡 | 五坪村     | 明治7年 分立 大光寺村 | 大光寺村            | 朝日村                     | 朝日村                      | 朝日村                        | 朝日村                        | 朝日村                       | 昭和31年9月30日 湖北町      | 湖北町                       | 平成22年1月1日 長浜市に編入 | 長浜市 |
| 東 浅 井 郡 | 田中村     | 田中村                | 田中村              | 朝日村                     | 朝日村                      | 朝日村                        | 朝日村                        | 朝日村                       | 昭和31年9月30日 湖北町      | 湖北町                       | 平成22年1月1日 長浜市に編入 | 長浜市 |
| 東 浅 井 郡 | 川原村     | 明治7年 山本村        | 山本村              | 朝日村                     | 朝日村                      | 朝日村                        | 朝日村                        | 朝日村                       | 昭和31年9月30日 湖北町      | 湖北町                       | 平成22年1月1日 長浜市に編入 | 長浜市 |
| 東 浅 井 郡 | 種路村     | 明治7年 山本村        | 山本村              | 朝日村                     | 朝日村                      | 朝日村                        | 朝日村                        | 朝日村                       | 昭和31年9月30日 湖北町      | 湖北町                       | 平成22年1月1日 長浜市に編入 | 長浜市 |
| 東 浅 井 郡 | 市場村     | 明治7年 山本村        | 山本村              | 朝日村                     | 朝日村                      | 朝日村                        | 朝日村                        | 朝日村                       | 昭和31年9月30日 湖北町      | 湖北町                       | 平成22年1月1日 長浜市に編入 | 長浜市 |
| 東 浅 井 郡 | 津里村     | 津里村                | 津里村              | 朝日村                     | 朝日村                      | 朝日村                        | 朝日村                        | 朝日村                       | 昭和31年9月30日 湖北町      | 湖北町                       | 平成22年1月1日 長浜市に編入 | 長浜市 |
| 東 浅 井 郡 | 津里村     | 明治7年 分立 石川村   | 石川村              | 朝日村                     | 朝日村                      | 朝日村                        | 朝日村                        | 朝日村                       | 昭和31年9月30日 湖北町      | 湖北町                       | 平成22年1月1日 長浜市に編入 | 長浜市 |
| 東 浅 井 郡 | 津里村     | 明治7年 分立 東尾上村 | 東尾上村            | 朝日村                     | 朝日村                      | 朝日村                        | 朝日村                        | 朝日村                       | 昭和31年9月30日 湖北町      | 湖北町                       | 平成22年1月1日 長浜市に編入 | 長浜市 |
| 東 浅 井 郡 | 尾上村     | 尾上村                | 尾上村              | 朝日村                     | 朝日村                      | 朝日村                        | 朝日村                        | 朝日村                       | 昭和31年9月30日 湖北町      | 湖北町                       | 平成22年1月1日 長浜市に編入 | 長浜市 |
| 東 浅 井 郡 | 今西村     | 今西村                | 今西村              | 朝日村                     | 朝日村                      | 朝日村                        | 朝日村                        | 朝日村                       | 昭和31年9月30日 湖北町      | 湖北町                       | 平成22年1月1日 長浜市に編入 | 長浜市 |
| 東 浅 井 郡 | 延勝寺村   | 延勝寺村              | 延勝寺村            | 朝日村                     | 朝日村                      | 朝日村                        | 朝日村                        | 朝日村                       | 昭和31年9月30日 湖北町      | 湖北町                       | 平成22年1月1日 長浜市に編入 | 長浜市 |
| 東 浅 井 郡 | 海老江村   | 海老江村              | 海老江村            | 朝日村                     | 朝日村                      | 朝日村                        | 朝日村                        | 朝日村                       | 昭和31年9月30日 湖北町      | 湖北町                       | 平成22年1月1日 長浜市に編入 | 長浜市 |
| 伊 香 郡    | 木之本村   | 木之本村              | 木之本村            | 木之本村                   | 大正7年4月1日 町制 木之本町 | 昭和18年6月1日 木之本町       | 木之本町                      | 昭和29年12月1日 木之本町     | 木之本町                    | 木之本町                     | 平成22年1月1日 長浜市に編入 | 長浜市 |
| 伊 香 郡    | 木之本村   | 明治7年 分立 広瀬村   | 広瀬村              | 木之本村                   | 大正7年4月1日 町制 木之本町 | 昭和18年6月1日 木之本町       | 木之本町                      | 昭和29年12月1日 木之本町     | 木之本町                    | 木之本町                     | 平成22年1月1日 長浜市に編入 | 長浜市 |
| 伊 香 郡    | 田部村     | 田部村                | 田部村              | 木之本村                   | 大正7年4月1日 町制 木之本町 | 昭和18年6月1日 木之本町       | 木之本町                      | 昭和29年12月1日 木之本町     | 木之本町                    | 木之本町                     | 平成22年1月1日 長浜市に編入 | 長浜市 |
| 伊 香 郡    | 千田村     | 千田村                | 千田村              | 木之本村                   | 大正7年4月1日 町制 木之本町 | 昭和18年6月1日 木之本町       | 木之本町                      | 昭和29年12月1日 木之本町     | 木之本町                    | 木之本町                     | 平成22年1月1日 長浜市に編入 | 長浜市 |
| 伊 香 郡    | 黒田村     | 黒田村                | 黒田村              | 木之本村                   | 大正7年4月1日 町制 木之本町 | 昭和18年6月1日 木之本町       | 木之本町                      | 昭和29年12月1日 木之本町     | 木之本町                    | 木之本町                     | 平成22年1月1日 長浜市に編入 | 長浜市 |
| 伊 香 郡    | 山梨子村   | 山梨子村              | 山梨子村            | 伊香具村                   | 伊香具村                    | 昭和18年6月1日 木之本町       | 昭和23年5月10日 分立 伊香具村 | 昭和29年12月1日 木之本町     | 木之本町                    | 木之本町                     | 平成22年1月1日 長浜市に編入 | 長浜市 |
| 伊 香 郡    | 飯浦村     | 飯浦村                | 飯浦村              | 伊香具村                   | 伊香具村                    | 昭和18年6月1日 木之本町       | 昭和23年5月10日 分立 伊香具村 | 昭和29年12月1日 木之本町     | 木之本町                    | 木之本町                     | 平成22年1月1日 長浜市に編入 | 長浜市 |
| 伊 香 郡    | 赤尾村     | 赤尾村                | 赤尾村              | 伊香具村                   | 伊香具村                    | 昭和18年6月1日 木之本町       | 昭和23年5月10日 分立 伊香具村 | 昭和29年12月1日 木之本町     | 木之本町                    | 木之本町                     | 平成22年1月1日 長浜市に編入 | 長浜市 |
| 伊 香 郡    | 赤尾村     | 明治7年 分立 北布施村 | 北布施村            | 伊香具村                   | 伊香具村                    | 昭和18年6月1日 木之本町       | 昭和23年5月10日 分立 伊香具村 | 昭和29年12月1日 木之本町     | 木之本町                    | 木之本町                     | 平成22年1月1日 長浜市に編入 | 長浜市 |
| 伊 香 郡    | 西山村     | 西山村                | 西山村              | 伊香具村                   | 伊香具村                    | 昭和18年6月1日 木之本町       | 昭和23年5月10日 分立 伊香具村 | 昭和29年12月1日 木之本町     | 木之本町                    | 木之本町                     | 平成22年1月1日 長浜市に編入 | 長浜市 |
| 伊 香 郡    | 西山村     | 明治7年 分立 田居村   | 田居村              | 伊香具村                   | 伊香具村                    | 昭和18年6月1日 木之本町       | 昭和23年5月10日 分立 伊香具村 | 昭和29年12月1日 木之本町     | 木之本町                    | 木之本町                     | 平成22年1月1日 長浜市に編入 | 長浜市 |
| 伊 香 郡    | 大音村     | 大音村                | 大音村              | 伊香具村                   | 伊香具村                    | 昭和18年6月1日 木之本町       | 昭和23年5月10日 分立 伊香具村 | 昭和29年12月1日 木之本町     | 木之本町                    | 木之本町                     | 平成22年1月1日 長浜市に編入 | 長浜市 |
| 伊 香 郡    | 杉野村     | 杉野村                | 杉野村              | 杉野村                     | 杉野村                      | 杉野村                        | 杉野村                        | 昭和29年12月1日 木之本町     | 木之本町                    | 木之本町                     | 平成22年1月1日 長浜市に編入 | 長浜市 |
| 伊 香 郡    | 杉野村     | 明治12年 分立 杉本村  | 杉本村              | 杉野村                     | 杉野村                      | 杉野村                        | 杉野村                        | 昭和29年12月1日 木之本町     | 木之本町                    | 木之本町                     | 平成22年1月1日 長浜市に編入 | 長浜市 |
| 伊 香 郡    | 金居原村   | 金居原村              | 金居原村            | 杉野村                     | 杉野村                      | 杉野村                        | 杉野村                        | 昭和29年12月1日 木之本町     | 木之本町                    | 木之本町                     | 平成22年1月1日 長浜市に編入 | 長浜市 |
| 伊 香 郡    | 河合村     | 明治8年 分立 音羽村   | 音羽村              | 杉野村                     | 杉野村                      | 杉野村                        | 杉野村                        | 昭和29年12月1日 木之本町     | 木之本町                    | 木之本町                     | 平成22年1月1日 長浜市に編入 | 長浜市 |
| 伊 香 郡    | 河合村     | 河合村                | 河合村              | 高時村                     | 高時村                      | 高時村                        | 高時村                        | 昭和29年12月1日 木之本町     | 木之本町                    | 木之本町                     | 平成22年1月1日 長浜市に編入 | 長浜市 |
| 伊 香 郡    | 古橋村     | 古橋村                | 古橋村              | 高時村                     | 高時村                      | 高時村                        | 高時村                        | 昭和29年12月1日 木之本町     | 木之本町                    | 木之本町                     | 平成22年1月1日 長浜市に編入 | 長浜市 |
| 伊 香 郡    | 石道村     | 石道村                | 石道村              | 高時村                     | 高時村                      | 高時村                        | 高時村                        | 昭和29年12月1日 木之本町     | 木之本町                    | 木之本町                     | 平成22年1月1日 長浜市に編入 | 長浜市 |
| 伊 香 郡    | 小山村     | 小山村                | 小山村              | 高時村                     | 高時村                      | 高時村                        | 高時村                        | 昭和29年12月1日 木之本町     | 木之本町                    | 木之本町                     | 平成22年1月1日 長浜市に編入 | 長浜市 |
| 伊 香 郡    | 大見村     | 大見村                | 大見村              | 高時村                     | 高時村                      | 高時村                        | 高時村                        | 昭和29年12月1日 木之本町     | 木之本町                    | 木之本町                     | 平成22年1月1日 長浜市に編入 | 長浜市 |
| 伊 香 郡    | 高野村     | 高野村                | 高野村              | 高時村                     | 高時村                      | 高時村                        | 高時村                        | 昭和29年12月1日 木之本町     | 昭和31年4月1日 高月町に編入 | 高月町                       | 平成22年1月1日 長浜市に編入 | 長浜市 |
| 伊 香 郡    | 保延寺村   | 保延寺村              | 保延寺村            | 北富永村                   | 北富永村                    | 北富永村                      | 北富永村                      | 昭和29年12月1日 高月町       | 高月町                      | 高月町                       | 平成22年1月1日 長浜市に編入 | 長浜市 |
| 伊 香 郡    | 持寺村     | 持寺村                | 持寺村              | 北富永村                   | 北富永村                    | 北富永村                      | 北富永村                      | 昭和29年12月1日 高月町       | 高月町                      | 高月町                       | 平成22年1月1日 長浜市に編入 | 長浜市 |
| 伊 香 郡    | 尾山村     | 尾山村                | 尾山村              | 北富永村                   | 北富永村                    | 北富永村                      | 北富永村                      | 昭和29年12月1日 高月町       | 高月町                      | 高月町                       | 平成22年1月1日 長浜市に編入 | 長浜市 |
| 伊 香 郡    | 洞戸村     | 洞戸村                | 洞戸村              | 北富永村                   | 北富永村                    | 北富永村                      | 北富永村                      | 昭和29年12月1日 高月町       | 高月町                      | 高月町                       | 平成22年1月1日 長浜市に編入 | 長浜市 |
| 伊 香 郡    | 井口村     | 井口村                | 井口村              | 北富永村                   | 北富永村                    | 北富永村                      | 北富永村                      | 昭和29年12月1日 高月町       | 高月町                      | 高月町                       | 平成22年1月1日 長浜市に編入 | 長浜市 |
| 伊 香 郡    | 雨森村     | 雨森村                | 雨森村              | 北富永村                   | 北富永村                    | 北富永村                      | 北富永村                      | 昭和29年12月1日 高月町       | 高月町                      | 高月町                       | 平成22年1月1日 長浜市に編入 | 長浜市 |
| 伊 香 郡    | 馬上村     | 馬上村                | 馬上村              | 北富永村                   | 北富永村                    | 昭和15年9月1日 南富永村に編入 | 南富永村                      | 昭和29年12月1日 高月町       | 高月町                      | 高月町                       | 平成22年1月1日 長浜市に編入 | 長浜市 |
| 伊 香 郡    | 柏原村     | 柏原村                | 柏原村              | 南富永村                   | 南富永村                    | 南富永村                      | 南富永村                      | 昭和29年12月1日 高月町       | 高月町                      | 高月町                       | 平成22年1月1日 長浜市に編入 | 長浜市 |
| 伊 香 郡    | 渡岸寺村   | 渡岸寺村              | 渡岸寺村            | 南富永村                   | 南富永村                    | 南富永村                      | 南富永村                      | 昭和29年12月1日 高月町       | 高月町                      | 高月町                       | 平成22年1月1日 長浜市に編入 | 長浜市 |
| 伊 香 郡    | 森本村     | 森本村                | 森本村              | 南富永村                   | 南富永村                    | 南富永村                      | 南富永村                      | 昭和29年12月1日 高月町       | 高月町                      | 高月町                       | 平成22年1月1日 長浜市に編入 | 長浜市 |
| 伊 香 郡    | 落川村     | 落川村                | 落川村              | 南富永村                   | 南富永村                    | 南富永村                      | 南富永村                      | 昭和29年12月1日 高月町       | 高月町                      | 高月町                       | 平成22年1月1日 長浜市に編入 | 長浜市 |
| 伊 香 郡    | 高月村     | 高月村                | 高月村              | 南富永村                   | 南富永村                    | 南富永村                      | 南富永村                      | 昭和29年12月1日 高月町       | 高月町                      | 高月町                       | 平成22年1月1日 長浜市に編入 | 長浜市 |
| 伊 香 郡    | 宇根村     | 宇根村                | 宇根村              | 南富永村                   | 南富永村                    | 南富永村                      | 南富永村                      | 昭和29年12月1日 高月町       | 高月町                      | 高月町                       | 平成22年1月1日 長浜市に編入 | 長浜市 |
| 伊 香 郡    | 東阿閉村   | 東阿閉村              | 東阿閉村            | 南富永村                   | 南富永村                    | 南富永村                      | 南富永村                      | 昭和29年12月1日 高月町       | 高月町                      | 高月町                       | 平成22年1月1日 長浜市に編入 | 長浜市 |
| 伊 香 郡    | 西野村     | 西野村                | 西野村              | 古保利村                   | 古保利村                    | 古保利村                      | 古保利村                      | 昭和29年12月1日 高月町       | 高月町                      | 高月町                       | 平成22年1月1日 長浜市に編入 | 長浜市 |
| 伊 香 郡    | 片山村     | 片山村                | 片山村              | 古保利村                   | 古保利村                    | 古保利村                      | 古保利村                      | 昭和29年12月1日 高月町       | 高月町                      | 高月町                       | 平成22年1月1日 長浜市に編入 | 長浜市 |
| 伊 香 郡    | 重則村     | 重則村                | 重則村              | 古保利村                   | 古保利村                    | 古保利村                      | 古保利村                      | 昭和29年12月1日 高月町       | 高月町                      | 高月町                       | 平成22年1月1日 長浜市に編入 | 長浜市 |
| 伊 香 郡    | 熊野村     | 熊野村                | 熊野村              | 古保利村                   | 古保利村                    | 古保利村                      | 古保利村                      | 昭和29年12月1日 高月町       | 高月町                      | 高月町                       | 平成22年1月1日 長浜市に編入 | 長浜市 |
| 伊 香 郡    | 松尾村     | 松尾村                | 松尾村              | 古保利村                   | 古保利村                    | 古保利村                      | 古保利村                      | 昭和29年12月1日 高月町       | 高月町                      | 高月町                       | 平成22年1月1日 長浜市に編入 | 長浜市 |
| 伊 香 郡    | 東柳野村   | 東柳野村              | 東柳野村            | 古保利村                   | 古保利村                    | 古保利村                      | 古保利村                      | 昭和29年12月1日 高月町       | 高月町                      | 高月町                       | 平成22年1月1日 長浜市に編入 | 長浜市 |
| 伊 香 郡    | 柳野中村   | 柳野中村              | 柳野中村            | 古保利村                   | 古保利村                    | 古保利村                      | 古保利村                      | 昭和29年12月1日 高月町       | 高月町                      | 高月町                       | 平成22年1月1日 長浜市に編入 | 長浜市 |
| 伊 香 郡    | 西柳野村   | 西柳野村              | 西柳野村            | 古保利村                   | 古保利村                    | 古保利村                      | 古保利村                      | 昭和29年12月1日 高月町       | 高月町                      | 高月町                       | 平成22年1月1日 長浜市に編入 | 長浜市 |
| 伊 香 郡    | 西阿閉村   | 西阿閉村              | 西阿閉村            | 古保利村                   | 古保利村                    | 古保利村                      | 古保利村                      | 昭和29年12月1日 高月町       | 高月町                      | 高月町                       | 平成22年1月1日 長浜市に編入 | 長浜市 |
| 伊 香 郡    | 磯野村     | 磯野村                | 磯野村              | 七郷村                     | 七郷村                      | 七郷村                        | 七郷村                        | 昭和30年3月31日 高月町に編入 | 高月町                      | 高月町                       | 平成22年1月1日 長浜市に編入 | 長浜市 |
| 伊 香 郡    | 西物部村   | 西物部村              | 西物部村            | 七郷村                     | 七郷村                      | 七郷村                        | 七郷村                        | 昭和30年3月31日 高月町に編入 | 高月町                      | 高月町                       | 平成22年1月1日 長浜市に編入 | 長浜市 |
| 伊 香 郡    | 東物部村   | 東物部村              | 東物部村            | 七郷村                     | 七郷村                      | 七郷村                        | 七郷村                        | 昭和30年3月31日 高月町に編入 | 高月町                      | 高月町                       | 平成22年1月1日 長浜市に編入 | 長浜市 |
| 伊 香 郡    | 横山村     | 横山村                | 横山村              | 七郷村                     | 七郷村                      | 七郷村                        | 七郷村                        | 昭和30年3月31日 高月町に編入 | 高月町                      | 高月町                       | 平成22年1月1日 長浜市に編入 | 長浜市 |
| 伊 香 郡    | 東高田村   | 東高田村              | 東高田村            | 七郷村                     | 七郷村                      | 七郷村                        | 七郷村                        | 昭和30年3月31日 高月町に編入 | 高月町                      | 高月町                       | 平成22年1月1日 長浜市に編入 | 長浜市 |
| 伊 香 郡    | 布施村     | 布施村                | 布施村              | 七郷村                     | 七郷村                      | 七郷村                        | 七郷村                        | 昭和30年3月31日 高月町に編入 | 高月町                      | 高月町                       | 平成22年1月1日 長浜市に編入 | 長浜市 |
| 伊 香 郡    | 唐川村     | 唐川村                | 唐川村              | 七郷村                     | 七郷村                      | 七郷村                        | 七郷村                        | 昭和30年3月31日 高月町に編入 | 高月町                      | 高月町                       | 平成22年1月1日 長浜市に編入 | 長浜市 |
| 伊 香 郡    | 坂口村     | 坂口村                | 坂口村              | 余呉村                     | 余呉村                      | 余呉村                        | 余呉村                        | 昭和29年12月15日 余呉村      | 余呉村                      | 昭和46年4月1日 町制 余呉町   | 平成22年1月1日 長浜市に編入 | 長浜市 |
| 伊 香 郡    | 下余呉村   | 下余呉村              | 下余呉村            | 余呉村                     | 余呉村                      | 余呉村                        | 余呉村                        | 昭和29年12月15日 余呉村      | 余呉村                      | 昭和46年4月1日 町制 余呉町   | 平成22年1月1日 長浜市に編入 | 長浜市 |
| 伊 香 郡    | 中之郷村   | 中之郷村              | 中之郷村            | 余呉村                     | 余呉村                      | 余呉村                        | 余呉村                        | 昭和29年12月15日 余呉村      | 余呉村                      | 昭和46年4月1日 町制 余呉町   | 平成22年1月1日 長浜市に編入 | 長浜市 |
| 伊 香 郡    | 川並村     | 明治初年 川並村       | 川並村              | 余呉村                     | 余呉村                      | 余呉村                        | 余呉村                        | 昭和29年12月15日 余呉村      | 余呉村                      | 昭和46年4月1日 町制 余呉町   | 平成22年1月1日 長浜市に編入 | 長浜市 |
| 伊 香 郡    | 川並新田村 | 明治初年 川並村       | 川並村              | 余呉村                     | 余呉村                      | 余呉村                        | 余呉村                        | 昭和29年12月15日 余呉村      | 余呉村                      | 昭和46年4月1日 町制 余呉町   | 平成22年1月1日 長浜市に編入 | 長浜市 |
| 伊 香 郡    | 八戸村     | 八戸村                | 八戸村              | 余呉村                     | 余呉村                      | 余呉村                        | 余呉村                        | 昭和29年12月15日 余呉村      | 余呉村                      | 昭和46年4月1日 町制 余呉町   | 平成22年1月1日 長浜市に編入 | 長浜市 |
| 伊 香 郡    | 下丹生村   | 下丹生村              | 下丹生村            | 丹生村                     | 丹生村                      | 丹生村                        | 丹生村                        | 昭和29年12月15日 余呉村      | 余呉村                      | 昭和46年4月1日 町制 余呉町   | 平成22年1月1日 長浜市に編入 | 長浜市 |
| 伊 香 郡    | 上丹生村   | 上丹生村              | 上丹生村            | 丹生村                     | 丹生村                      | 丹生村                        | 丹生村                        | 昭和29年12月15日 余呉村      | 余呉村                      | 昭和46年4月1日 町制 余呉町   | 平成22年1月1日 長浜市に編入 | 長浜市 |
| 伊 香 郡    | 上丹生村   | 明治12年 分立 摺見村  | 摺見村              | 丹生村                     | 丹生村                      | 丹生村                        | 丹生村                        | 昭和29年12月15日 余呉村      | 余呉村                      | 昭和46年4月1日 町制 余呉町   | 平成22年1月1日 長浜市に編入 | 長浜市 |
| 伊 香 郡    | 菅並村     | 菅並村                | 菅並村              | 丹生村                     | 丹生村                      | 丹生村                        | 丹生村                        | 昭和29年12月15日 余呉村      | 余呉村                      | 昭和46年4月1日 町制 余呉町   | 平成22年1月1日 長浜市に編入 | 長浜市 |
| 伊 香 郡    | 小原村     | 小原村                | 小原村              | 丹生村                     | 丹生村                      | 丹生村                        | 丹生村                        | 昭和29年12月15日 余呉村      | 余呉村                      | 昭和46年4月1日 町制 余呉町   | 平成22年1月1日 長浜市に編入 | 長浜市 |
| 伊 香 郡    | 田戸村     | 田戸村                | 田戸村              | 丹生村                     | 丹生村                      | 丹生村                        | 丹生村                        | 昭和29年12月15日 余呉村      | 余呉村                      | 昭和46年4月1日 町制 余呉町   | 平成22年1月1日 長浜市に編入 | 長浜市 |
| 伊 香 郡    | 奥川並村   | 奥川並村              | 奥川並村            | 丹生村                     | 丹生村                      | 丹生村                        | 丹生村                        | 昭和29年12月15日 余呉村      | 余呉村                      | 昭和46年4月1日 町制 余呉町   | 平成22年1月1日 長浜市に編入 | 長浜市 |
| 伊 香 郡    | 鷲見村     | 鷲見村                | 鷲見村              | 丹生村                     | 丹生村                      | 丹生村                        | 丹生村                        | 昭和29年12月15日 余呉村      | 余呉村                      | 昭和46年4月1日 町制 余呉町   | 平成22年1月1日 長浜市に編入 | 長浜市 |
| 伊 香 郡    | 尾羽梨村   | 尾羽梨村              | 尾羽梨村            | 丹生村                     | 丹生村                      | 丹生村                        | 丹生村                        | 昭和29年12月15日 余呉村      | 余呉村                      | 昭和46年4月1日 町制 余呉町   | 平成22年1月1日 長浜市に編入 | 長浜市 |
| 伊 香 郡    | 針川村     | 針川村                | 針川村              | 丹生村                     | 丹生村                      | 丹生村                        | 丹生村                        | 昭和29年12月15日 余呉村      | 余呉村                      | 昭和46年4月1日 町制 余呉町   | 平成22年1月1日 長浜市に編入 | 長浜市 |
| 伊 香 郡    | 中河内村   | 中河内村              | 中河内村            | 片岡村                     | 片岡村                      | 片岡村                        | 片岡村                        | 昭和29年12月15日 余呉村      | 余呉村                      | 昭和46年4月1日 町制 余呉町   | 平成22年1月1日 長浜市に編入 | 長浜市 |
| 伊 香 郡    | 椿坂村     | 椿坂村                | 椿坂村              | 片岡村                     | 片岡村                      | 片岡村                        | 片岡村                        | 昭和29年12月15日 余呉村      | 余呉村                      | 昭和46年4月1日 町制 余呉町   | 平成22年1月1日 長浜市に編入 | 長浜市 |
| 伊 香 郡    | 柳ヶ瀬村   | 柳ヶ瀬村              | 柳ヶ瀬村            | 片岡村                     | 片岡村                      | 片岡村                        | 片岡村                        | 昭和29年12月15日 余呉村      | 余呉村                      | 昭和46年4月1日 町制 余呉町   | 平成22年1月1日 長浜市に編入 | 長浜市 |
| 伊 香 郡    | 東野村     | 東野村                | 東野村              | 片岡村                     | 片岡村                      | 片岡村                        | 片岡村                        | 昭和29年12月15日 余呉村      | 余呉村                      | 昭和46年4月1日 町制 余呉町   | 平成22年1月1日 長浜市に編入 | 長浜市 |
| 伊 香 郡    | 今市村     | 今市村                | 今市村              | 片岡村                     | 片岡村                      | 片岡村                        | 片岡村                        | 昭和29年12月15日 余呉村      | 余呉村                      | 昭和46年4月1日 町制 余呉町   | 平成22年1月1日 長浜市に編入 | 長浜市 |
| 伊 香 郡    | 国安村     | 国安村                | 国安村              | 片岡村                     | 片岡村                      | 片岡村                        | 片岡村                        | 昭和29年12月15日 余呉村      | 余呉村                      | 昭和46年4月1日 町制 余呉町   | 平成22年1月1日 長浜市に編入 | 長浜市 |
| 伊 香 郡    | 文室村     | 文室村                | 文室村              | 片岡村                     | 片岡村                      | 片岡村                        | 片岡村                        | 昭和29年12月15日 余呉村      | 余呉村                      | 昭和46年4月1日 町制 余呉町   | 平成22年1月1日 長浜市に編入 | 長浜市 |
| 伊 香 郡    | 池原村     | 池原村                | 池原村              | 片岡村                     | 片岡村                      | 片岡村                        | 片岡村                        | 昭和29年12月15日 余呉村      | 余呉村                      | 昭和46年4月1日 町制 余呉町   | 平成22年1月1日 長浜市に編入 | 長浜市 |
| 伊 香 郡    | 小谷村     | 小谷村                | 小谷村              | 片岡村                     | 片岡村                      | 片岡村                        | 片岡村                        | 昭和29年12月15日 余呉村      | 余呉村                      | 昭和46年4月1日 町制 余呉町   | 平成22年1月1日 長浜市に編入 | 長浜市 |
| 西 浅 井 郡 | 塩津浜村   | 塩津浜村              | 塩津浜村            | 塩津村                     | 明治30年4月1日 伊香郡塩津村 | 塩津村                        | 塩津村                        | 昭和30年4月1日 西浅井村      | 西浅井村                    | 昭和46年4月1日 町制 西浅井町 | 平成22年1月1日 長浜市に編入 | 長浜市 |
| 西 浅 井 郡 | 岩熊村     | 岩熊村                | 岩熊村              | 塩津村                     | 明治30年4月1日 伊香郡塩津村 | 塩津村                        | 塩津村                        | 昭和30年4月1日 西浅井村      | 西浅井村                    | 昭和46年4月1日 町制 西浅井町 | 平成22年1月1日 長浜市に編入 | 長浜市 |
| 西 浅 井 郡 | 祝山村     | 祝山村                | 祝山村              | 塩津村                     | 明治30年4月1日 伊香郡塩津村 | 塩津村                        | 塩津村                        | 昭和30年4月1日 西浅井村      | 西浅井村                    | 昭和46年4月1日 町制 西浅井町 | 平成22年1月1日 長浜市に編入 | 長浜市 |
| 西 浅 井 郡 | 野坂村     | 野坂村                | 野坂村              | 塩津村                     | 明治30年4月1日 伊香郡塩津村 | 塩津村                        | 塩津村                        | 昭和30年4月1日 西浅井村      | 西浅井村                    | 昭和46年4月1日 町制 西浅井町 | 平成22年1月1日 長浜市に編入 | 長浜市 |
| 西 浅 井 郡 | 塩津中村   | 塩津中村              | 塩津中村            | 塩津村                     | 明治30年4月1日 伊香郡塩津村 | 塩津村                        | 塩津村                        | 昭和30年4月1日 西浅井村      | 西浅井村                    | 昭和46年4月1日 町制 西浅井町 | 平成22年1月1日 長浜市に編入 | 長浜市 |
| 西 浅 井 郡 | 余村       | 余村                  | 余村                | 塩津村                     | 明治30年4月1日 伊香郡塩津村 | 塩津村                        | 塩津村                        | 昭和30年4月1日 西浅井村      | 西浅井村                    | 昭和46年4月1日 町制 西浅井町 | 平成22年1月1日 長浜市に編入 | 長浜市 |
| 西 浅 井 郡 | 横波村     | 横波村                | 横波村              | 塩津村                     | 明治30年4月1日 伊香郡塩津村 | 塩津村                        | 塩津村                        | 昭和30年4月1日 西浅井村      | 西浅井村                    | 昭和46年4月1日 町制 西浅井町 | 平成22年1月1日 長浜市に編入 | 長浜市 |
| 西 浅 井 郡 | 集福寺村   | 集福寺村              | 集福寺村            | 塩津村                     | 明治30年4月1日 伊香郡塩津村 | 塩津村                        | 塩津村                        | 昭和30年4月1日 西浅井村      | 西浅井村                    | 昭和46年4月1日 町制 西浅井町 | 平成22年1月1日 長浜市に編入 | 長浜市 |
| 西 浅 井 郡 | 沓掛村     | 沓掛村                | 沓掛村              | 塩津村                     | 明治30年4月1日 伊香郡塩津村 | 塩津村                        | 塩津村                        | 昭和30年4月1日 西浅井村      | 西浅井村                    | 昭和46年4月1日 町制 西浅井町 | 平成22年1月1日 長浜市に編入 | 長浜市 |
| 西 浅 井 郡 | 月出村     | 月出村                | 月出村              | 永原村                     | 明治30年4月1日 伊香郡永原村 | 永原村                        | 永原村                        | 昭和30年4月1日 西浅井村      | 西浅井村                    | 昭和46年4月1日 町制 西浅井町 | 平成22年1月1日 長浜市に編入 | 長浜市 |
| 西 浅 井 郡 | 八田部村   | 八田部村              | 八田部村            | 永原村                     | 明治30年4月1日 伊香郡永原村 | 永原村                        | 永原村                        | 昭和30年4月1日 西浅井村      | 西浅井村                    | 昭和46年4月1日 町制 西浅井町 | 平成22年1月1日 長浜市に編入 | 長浜市 |
| 西 浅 井 郡 | 山田村     | 山田村                | 山田村              | 永原村                     | 明治30年4月1日 伊香郡永原村 | 永原村                        | 永原村                        | 昭和30年4月1日 西浅井村      | 西浅井村                    | 昭和46年4月1日 町制 西浅井町 | 平成22年1月1日 長浜市に編入 | 長浜市 |
| 西 浅 井 郡 | 小山村     | 小山村                | 小山村              | 永原村                     | 明治30年4月1日 伊香郡永原村 | 永原村                        | 永原村                        | 昭和30年4月1日 西浅井村      | 西浅井村                    | 昭和46年4月1日 町制 西浅井町 | 平成22年1月1日 長浜市に編入 | 長浜市 |
| 西 浅 井 郡 | 大浦村     | 大浦村                | 大浦村              | 永原村                     | 明治30年4月1日 伊香郡永原村 | 永原村                        | 永原村                        | 昭和30年4月1日 西浅井村      | 西浅井村                    | 昭和46年4月1日 町制 西浅井町 | 平成22年1月1日 長浜市に編入 | 長浜市 |
| 西 浅 井 郡 | 菅浦村     | 菅浦村                | 菅浦村              | 永原村                     | 明治30年4月1日 伊香郡永原村 | 永原村                        | 永原村                        | 昭和30年4月1日 西浅井村      | 西浅井村                    | 昭和46年4月1日 町制 西浅井町 | 平成22年1月1日 長浜市に編入 | 長浜市 |
| 西 浅 井 郡 | 庄村       | 庄村                  | 庄村                | 永原村                     | 明治30年4月1日 伊香郡永原村 | 永原村                        | 永原村                        | 昭和30年4月1日 西浅井村      | 西浅井村                    | 昭和46年4月1日 町制 西浅井町 | 平成22年1月1日 長浜市に編入 | 長浜市 |
| 西 浅 井 郡 | 中村       | 中村                  | 中村                | 永原村                     | 明治30年4月1日 伊香郡永原村 | 永原村                        | 永原村                        | 昭和30年4月1日 西浅井村      | 西浅井村                    | 昭和46年4月1日 町制 西浅井町 | 平成22年1月1日 長浜市に編入 | 長浜市 |
| 西 浅 井 郡 | 山門村     | 山門村                | 山門村              | 永原村                     | 明治30年4月1日 伊香郡永原村 | 永原村                        | 永原村                        | 昭和30年4月1日 西浅井村      | 西浅井村                    | 昭和46年4月1日 町制 西浅井町 | 平成22年1月1日 長浜市に編入 | 長浜市 |
| 西 浅 井 郡 | 黒山村     | 黒山村                | 黒山村              | 永原村                     | 明治30年4月1日 伊香郡永原村 | 永原村                        | 永原村                        | 昭和30年4月1日 西浅井村      | 西浅井村                    | 昭和46年4月1日 町制 西浅井町 | 平成22年1月1日 長浜市に編入 | 長浜市 |

## 政治

### 行政

#### 市長
- 浅見宣義（2022年3月5日就任）[13]

歴代市長
| 代                           | 氏名                         | 就任年月日                   | 退任年月日                   |
| 旧・長浜市（1943年〜2006年） | 旧・長浜市（1943年〜2006年） | 旧・長浜市（1943年〜2006年） | 旧・長浜市（1943年〜2006年） |
| ---------------------------- | ---------------------------- | ---------------------------- | ---------------------------- |
| 1                            | 前川鬼子男                   | 1943年8月1日                 | 1946年11月12日               |
| 2                            | 加田桂三                     | 1947年4月5日                 | 1951年4月4日                 |
| 3                            | 寺本太十郎                   | 1951年4月26日                | 1955年4月25日                |
| 4                            | 岡野清                       | 1955年5月1日                 | 1955年12月7日                |
| 5-7                          | 金澤薫                       | 1956年1月20日                | 1967年10月1日                |
| 8-11                         | 片山喜三郎                   | 1967年11月12日               | 1983年11月11日               |
| 12-13                        | 松宮資男                     | 1983年11月12日               | 1991年11月11日               |
| 14                           | 川島信也                     | 1991年11月12日               | 1995年11月11日               |
| 15                           | 清水久行                     | 1995年11月12日               | 1999年11月11日               |
| 16                           | 川島信也                     | 1999年11月12日               | 2003年11月11日               |
| 17                           | 宮腰健                       | 2003年11月12日               | 2006年2月12日                |
| 新・長浜市（2006年〜現在）   |                              |                              |                              |
|                              | 橋本健 （市長職務執行者）    | 2006年2月13日                | 2006年3月5日                 |
| 18                           | 川島信也                     | 2006年3月6日                 | 2010年3月4日                 |
| 19-21                        | 藤井勇治                     | 2010年3月5日                 | 2022年3月4日                 |
| 22                           | 浅見宣義                     | 2022年3月5日                 | 現職                         |

市長選挙
- 2022年2月27日

※当日有権者数：94,590人 最終投票率：52.76%（前回比：8.78pts）
| 候補者名 | 年齢 | 所属党派     | 新旧別 | 得票数   | 得票率 | 推薦・支持 |
| -------- | ---- | ------------ | ------ | -------- | ------ | ---------- |
| 浅見宣義 | 62   | 無所属       | 新     | 23,202票 | 47.1%  |            |
| 藤井勇治 | 72   | 無所属       | 現     | 12,824票 | 26.0%  | 立憲推薦   |
| 中川 亮  | 39   | 無所属       | 新     | 8,342票  | 17.0%  |            |
| 梅本博史 | 64   | 日本維新の会 | 新     | 4,868票  | 9.9%   |            |

- 2018年2月

※当日有権者数：96,161人 最終投票率：43.98%（前回比：▼2.3pts）
| 候補者名 | 年齢 | 所属党派 | 新旧別 | 得票数   | 得票率 | 推薦・支持           |
| -------- | ---- | -------- | ------ | -------- | ------ | -------------------- |
| 藤井勇治 | 67   | 無所属   | 新     | 27,062票 | 64.7%  | 自民・民進・公明推薦 |
| 中川勇   | 66   | 無所属   | 新     | 14,781票 | 35.3%  |                      |

- 2014年2月

※当日有権者数：95,752人 最終投票率：46.28%（前回比：{{{前回比}}}pts）
| 候補者名 | 年齢 | 所属党派 | 新旧別 | 得票数   | 得票率 | 推薦・支持                   |
| -------- | ---- | -------- | ------ | -------- | ------ | ---------------------------- |
| 藤井勇治 | 63   | 無所属   | 現     | 32,895票 | 75.1%  | 自民・民主・公明・みんな推薦 |
| 石井幸子 | 50   | 無所属   | 新     | 10,885票 | 24.9%  |                              |

#### 役所
平成の大合併前の旧町の役場は市役所支所となっている。
- 浅井支所 - 〒526-0292 内保町2490-1
- びわ支所 - 〒526-0102 落合町645
- 虎姫支所 - 〒529-0141 五村106
- 湖北支所 - 〒529-0341 湖北町速水2745
- 高月支所 - 〒529-0233 高月町渡岸寺160
- 木之本支所 - 〒529-0492 木之本町木之本1757-2
- 余呉支所 - 〒529-0515 余呉町中之郷958
- 西浅井支所 - 〒529-0792 西浅井町大浦2590

#### 市政機関

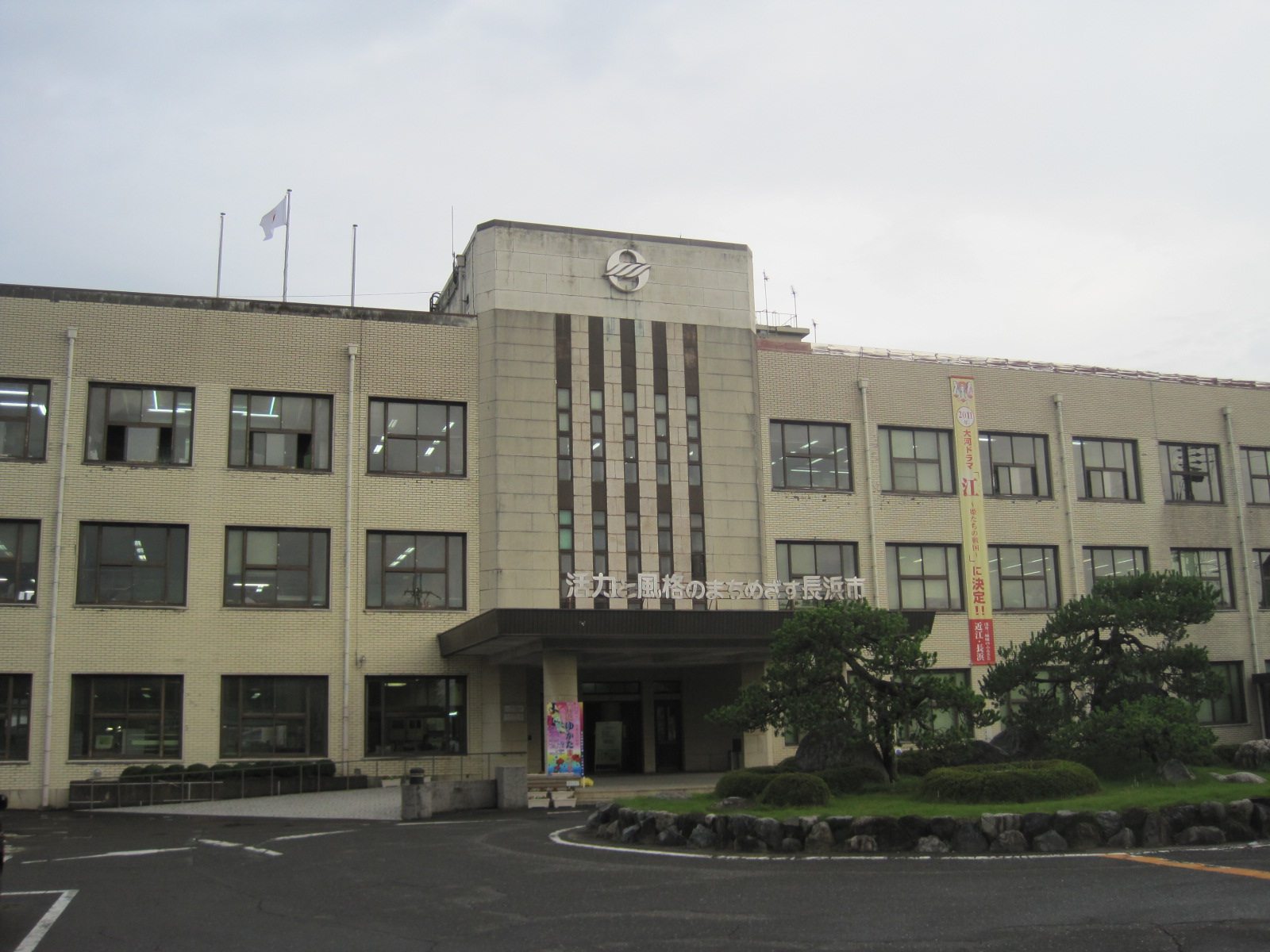
2014年まで使用された長浜市役所旧庁舎

長浜市の行政組織機構図は次の通りである。
凡例
| 斜体           | 課内室     |
| 太字           | 出先機関   |
| アンダーライン | 福祉事務所 |

市長の事務部局・北部振興局・7支所
| 市長 | 副市長     | 秘書室 市民広報室 | 秘書室 市民広報室                                             | 秘書室 市民広報室                                             | 秘書室 市民広報室                                             |
| 市長 | 副市長     | 総務部            | 総務課                                                        | 財産管理室                                                    | 財産管理室                                                    |
| 市長 | 副市長     | 総務部            | 防災危機管理課                                                | 原子力安全対策室                                              | 原子力安全対策室                                              |
| 市長 | 副市長     | 総務部            | 人事課                                                        | 経営企画室 コンプライアンス推進室                             | 経営企画室 コンプライアンス推進室                             |
| 市長 | 副市長     | 総務部            | 財政課 庁舎整備室                                             |                                                               |                                                               |
| 市長 | 副市長     | 総務部            | 人権施策推進課                                                | 長浜地域総合センター                                          | 長浜地域総合センター                                          |
| 市長 | 副市長     | 総務部            | 契約検査課                                                    |                                                               |                                                               |
| 市長 | 副市長     | 企画部            | 企画政策課 市民協働推進課 情報政策課 生涯学習・文化スポーツ課 | 企画政策課 市民協働推進課 情報政策課 生涯学習・文化スポーツ課 | 企画政策課 市民協働推進課 情報政策課 生涯学習・文化スポーツ課 |
| 市長 | 副市長     | 市民生活部        | 環境保全課                                                    | 地域エネルギー振興室                                          | 地域エネルギー振興室                                          |
| 市長 | 副市長     | 市民生活部        | 保健医療課 市民課 税務課 滞納整理課                           |                                                               |                                                               |
| 市長 | 副市長     | 健康福祉部        | 社会福祉課                                                    | 社会福祉課                                                    | 社会福祉課                                                    |
| 市長 | 副市長     | 健康福祉部        | しょうがい福祉課                                              | 長浜市発達支援センター                                        | 長浜市発達支援センター                                        |
| 市長 | 副市長     | 健康福祉部        | 子育て支援課                                                  | 長浜市家庭児童相談室                                          | 長浜市家庭児童相談室                                          |
| 市長 | 副市長     | 健康福祉部        | 健康推進課                                                    | 地域医療室 北部健康推進センター                               | 地域医療室 北部健康推進センター                               |
| 市長 | 副市長     | 健康福祉部        | 高齢福祉介護課                                                |                                                               |                                                               |
| 市長 | 副市長     | 健康福祉部        | 地域包括支援課                                                | 長浜地域包括支援センター 北部地域包括支援センター             | 長浜地域包括支援センター 北部地域包括支援センター             |
| 市長 | 副市長     | 健康福祉部        | 湖北地域介護認定審査室                                        |                                                               |                                                               |
| 市長 | 副市長     | 産業経済部        | 商工振興課 長浜駅周辺まちなか活性化室 観光振興課 農政課       | 商工振興課 長浜駅周辺まちなか活性化室 観光振興課 農政課       | 商工振興課 長浜駅周辺まちなか活性化室 観光振興課 農政課       |
| 市長 | 副市長     | 産業経済部        | 森林整備課                                                    | 鳥獣害対策室                                                  | 鳥獣害対策室                                                  |
| 市長 | 副市長     | 都市建設部        | 都市計画課                                                    | 交通対策室 用地対策室                                         | 交通対策室 用地対策室                                         |
| 市長 | 副市長     | 都市建設部        | 道路河川課                                                    |                                                               |                                                               |
| 市長 | 副市長     | 都市建設部        | 建築住宅課                                                    | 住宅適正化推進室                                              | 住宅適正化推進室                                              |
| 市長 | 副市長     | 都市建設部        | 開発建築指導課 上下水道課                                     |                                                               |                                                               |
| 市長 | 副市長     | 北部振興局        | 地域振興課                                                    | 木之本総合センター                                            |                                                               |
| 市長 | 副市長     | 北部振興局        | 福祉生活課 産業振興課 建設課 上下水道課                       |                                                               |                                                               |
| 市長 | 副市長     | 浅井支所          | 地域振興課 福祉生活課                                         | 地域振興課 福祉生活課                                         |                                                               |
| 市長 | 副市長     | びわ支所          | 地域振興課 福祉生活課                                         | 地域振興課 福祉生活課                                         |                                                               |
| 市長 | 副市長     | 虎姫支所          | 地域振興課                                                    | 虎姫コミュニティセンター                                      |                                                               |
| 市長 | 副市長     | 虎姫支所          | 福祉生活課                                                    |                                                               |                                                               |
| 市長 | 副市長     | 湖北支所          | 地域振興課 福祉生活課                                         | 地域振興課 福祉生活課                                         |                                                               |
| 市長 | 副市長     | 高月支所          | 地域振興課 福祉生活課                                         | 地域振興課 福祉生活課                                         |                                                               |
| 市長 | 副市長     | 木之本支所        | 地域振興課 福祉生活課                                         | 地域振興課 福祉生活課                                         |                                                               |
| 市長 | 副市長     | 余呉支所          | 地域振興課 福祉生活課                                         | 地域振興課 福祉生活課                                         |                                                               |
| 市長 | 副市長     | 西浅井支所        | 地域振興課 福祉生活課                                         | 地域振興課 福祉生活課                                         |                                                               |
| 市長 | 会計管理者 | 会計管理者        | 会計課                                                        | 会計課                                                        |                                                               |

行政委員会
| 議会                   | 事務局         | 事務局         | 事務局             | 事務局                                                                     |
| 教育委員会             | 教育長         | 事務局         | 教育総務課         | 文化財保護センター 長浜城歴史博物館                                        |
| 教育委員会             | 教育長         | 事務局         | 教育指導課         | 虎姫教育指導事務所 木之本教育指導事務所 図書館 教育センター 青少年センター |
| 教育委員会             | 教育長         | 事務局         | すこやか教育推進課 | 学校給食センター                                                           |
| 教育委員会             | 教育長         | 事務局         | 幼児課             |                                                                            |
| 選挙管理委員会         | 選挙管理委員会 | 選挙管理委員会 | 事務局             | 事務局                                                                     |
| 公平委員会             |                |                | 事務局             | 事務局                                                                     |
| 監査委員               |                |                | 事務局             | 事務局                                                                     |
| 農業委員会             |                |                | 事務局             | 事務局                                                                     |
| 固定資産評価審査委員会 |                |                | 事務局             | 事務局                                                                     |

### 立法

#### 市議会
長浜市議会
- 議長 - 中川勇（新しい風）[14]
- 副議長 - 千田貞之（恵風会）

定数22
| 会派名               | 議席数 | 議員名（◎会派代表者 ○経理責任者 ●副代表）                               |
| -------------------- | ------ | ----------------------------------------------------------------------- |
| 恵風会               | 7      | ◎伊藤喜久雄、○藤井登、●岩川信子、大橋延行、千田貞之、多賀修平、松本長治 |
| 新しい風             | 7      | ◎加納義之、○押谷正春、竹本直隆、田中真浩、中川勇、中川リョウ、●矢守昭男 |
| 日本共産党長浜市議団 | 3      | ◎高山亨、○●鬼頭明男、橋本典子                                           |
| つなぐ長浜           | 2      | ◎北川陽太、○村山 さおり                                                 |
| 公明党               | 1      | ◎○鋒山紀子                                                              |
| 無所属               | 1      | 杉本英一                                                                |
| 合計                 | 21     |                                                                         |

#### 県議会
滋賀県議会
- 選挙区：長浜市選挙区
- 定数：3人
- 任期：2023年4月30日 - 2027年4月29日
- 投票日：2023年4月9日
- 当日有権者数：92,776人
- 投票率：39.66%

| 候補者名 | 当落 | 年齢 | 所属党派   | 新旧別 | 得票数   | 備考                                       |
| -------- | ---- | ---- | ---------- | ------ | -------- | ------------------------------------------ |
| 川島隆二 | 当   | 51   | 自由民主党 | 現     | 12,856票 |                                            |
| 柴田清行 | 当   | 58   | 自由民主党 | 現     | 10,039票 |                                            |
| 中山和行 | 当   | 68   | 日本共産党 | 新     | 6,906票  |                                            |
| 宮本鉄也 | 落   | 52   | 無所属     | 新     | 6,588票  | 立憲民主党・国民民主党県連・チームしが推薦 |

#### 国会
衆議院
- 選挙区：滋賀2区（彦根市、長浜市、米原市、東近江市の一部、愛知郡、犬上郡）
- 任期：2021年10月31日 - 2025年10月30日
- 当日有権者数：263,110人
- 投票率：56.93％

| 当落 | 候補者名   | 年齢 | 所属党派   | 新旧別 | 得票数   | 重複 |
| ---- | ---------- | ---- | ---------- | ------ | -------- | ---- |
| 当   | 上野賢一郎 | 56   | 自由民主党 | 前     | 83,502票 | ○    |
|      | 田島一成   | 59   | 立憲民主党 | 元     | 64,119票 | ○    |

### 司法

#### 裁判所
- 大津地方裁判所長浜支部
- 大津家庭裁判所長浜支部
- 長浜簡易裁判所

## 出先機関・施設

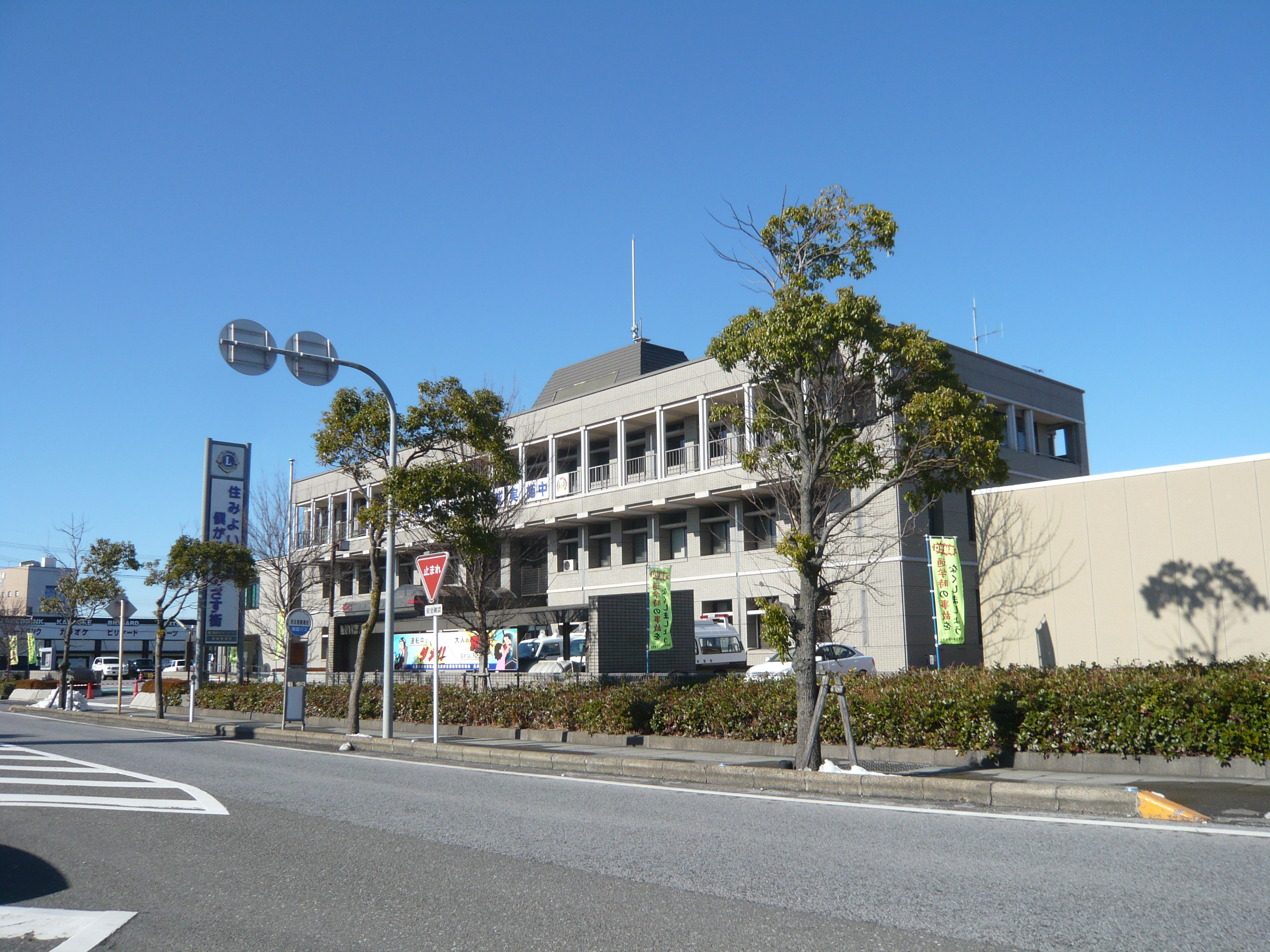
長浜警察署

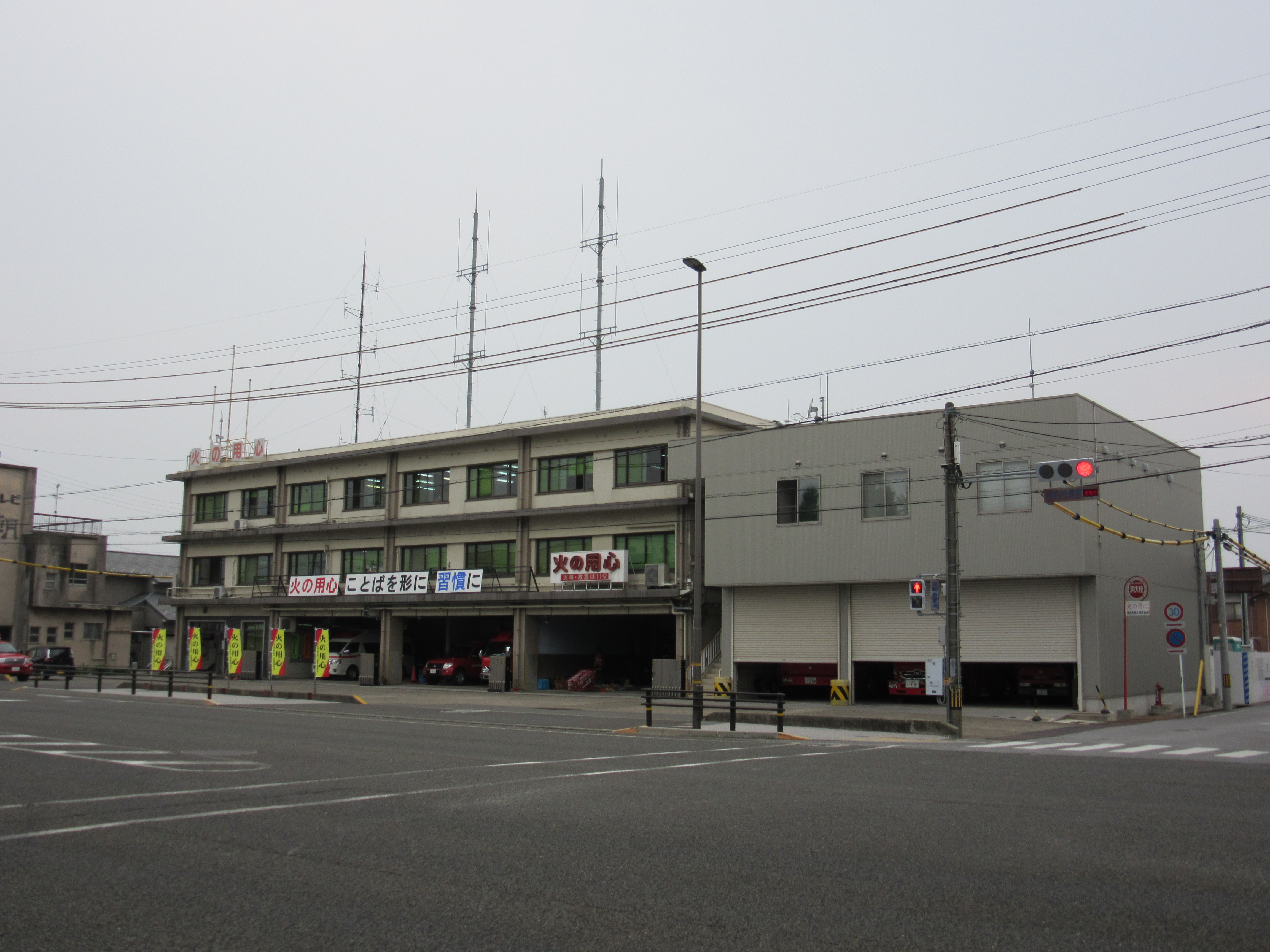
長浜消防署

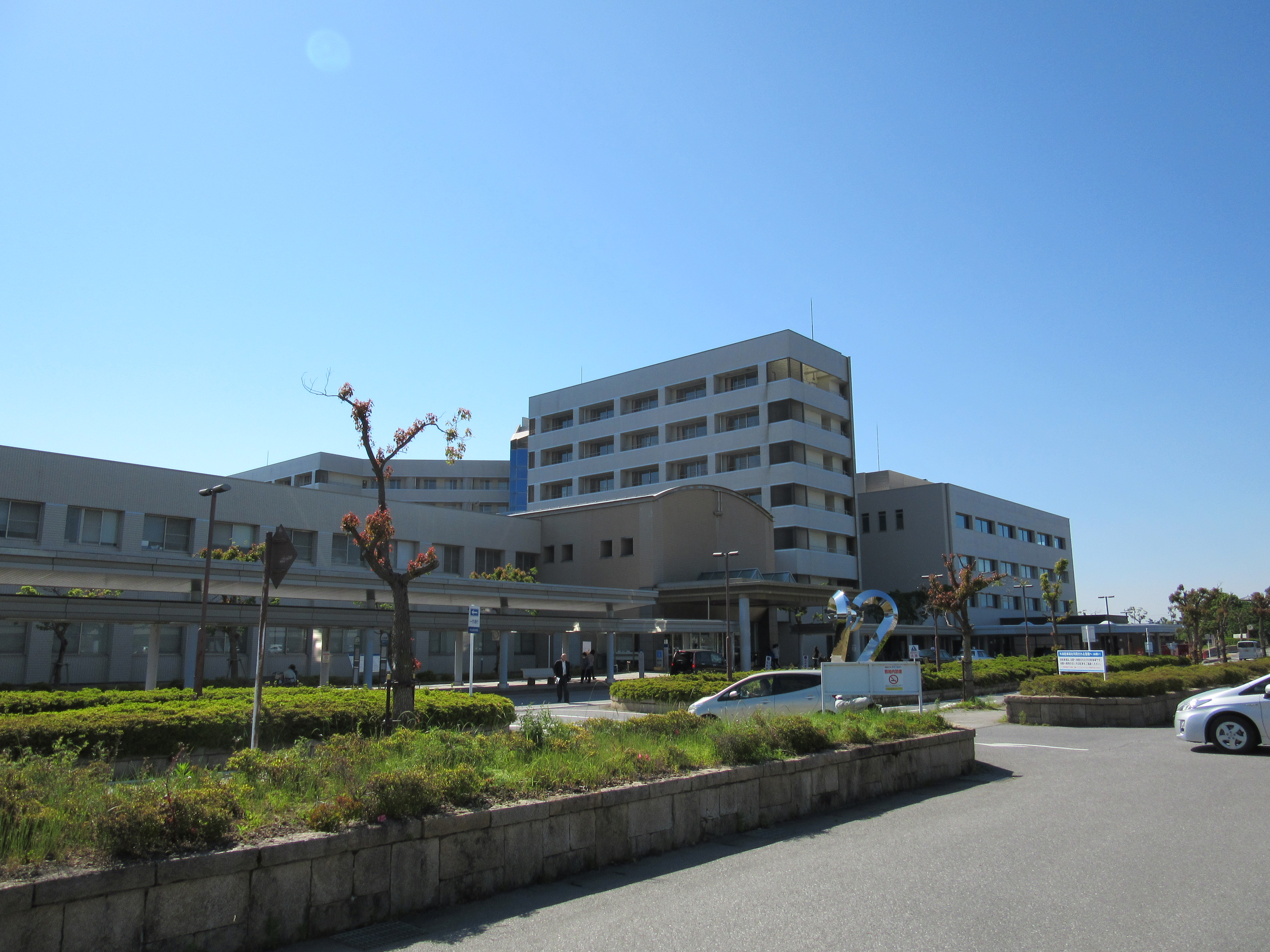
市立長浜病院

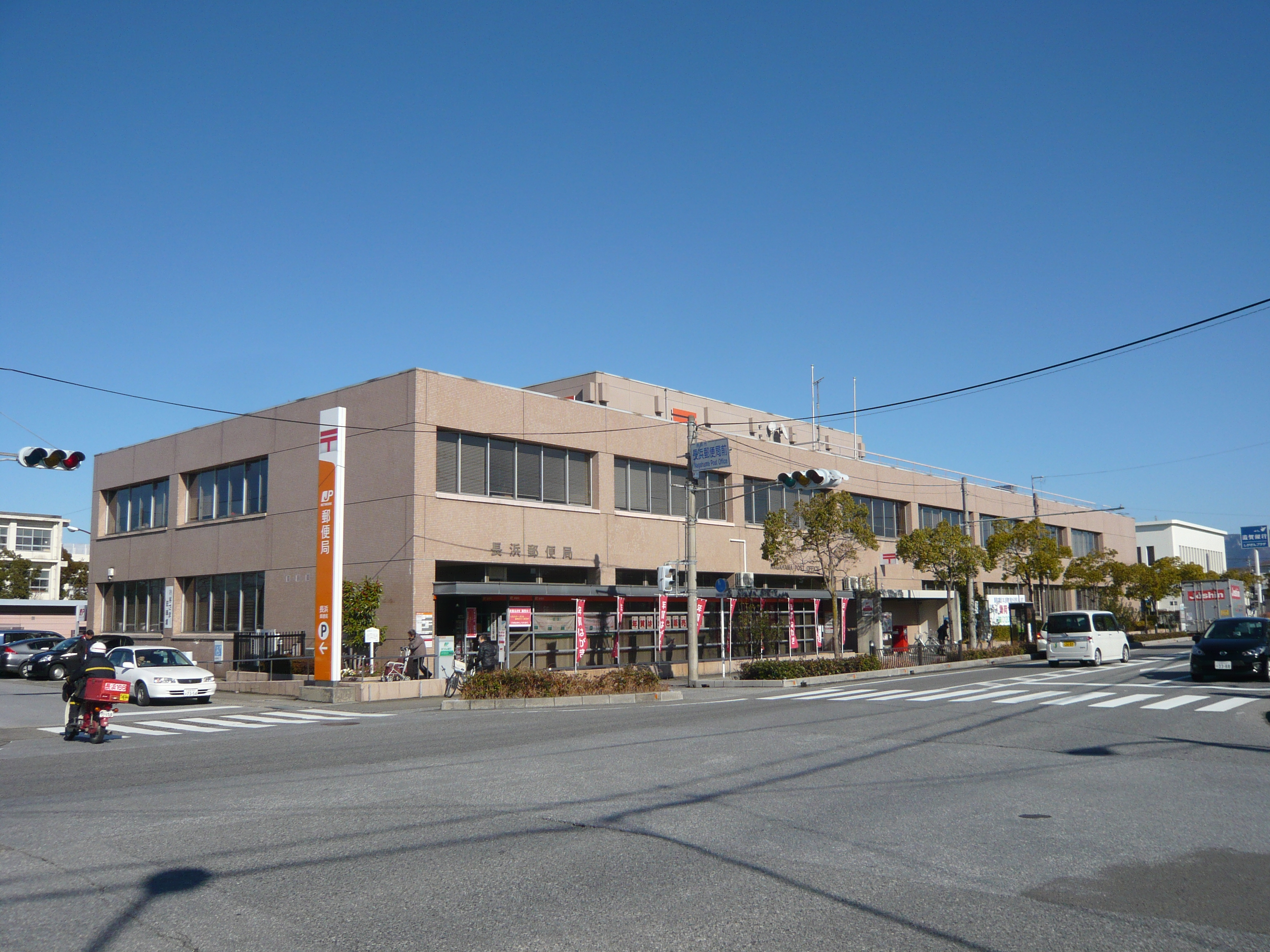
長浜郵便局

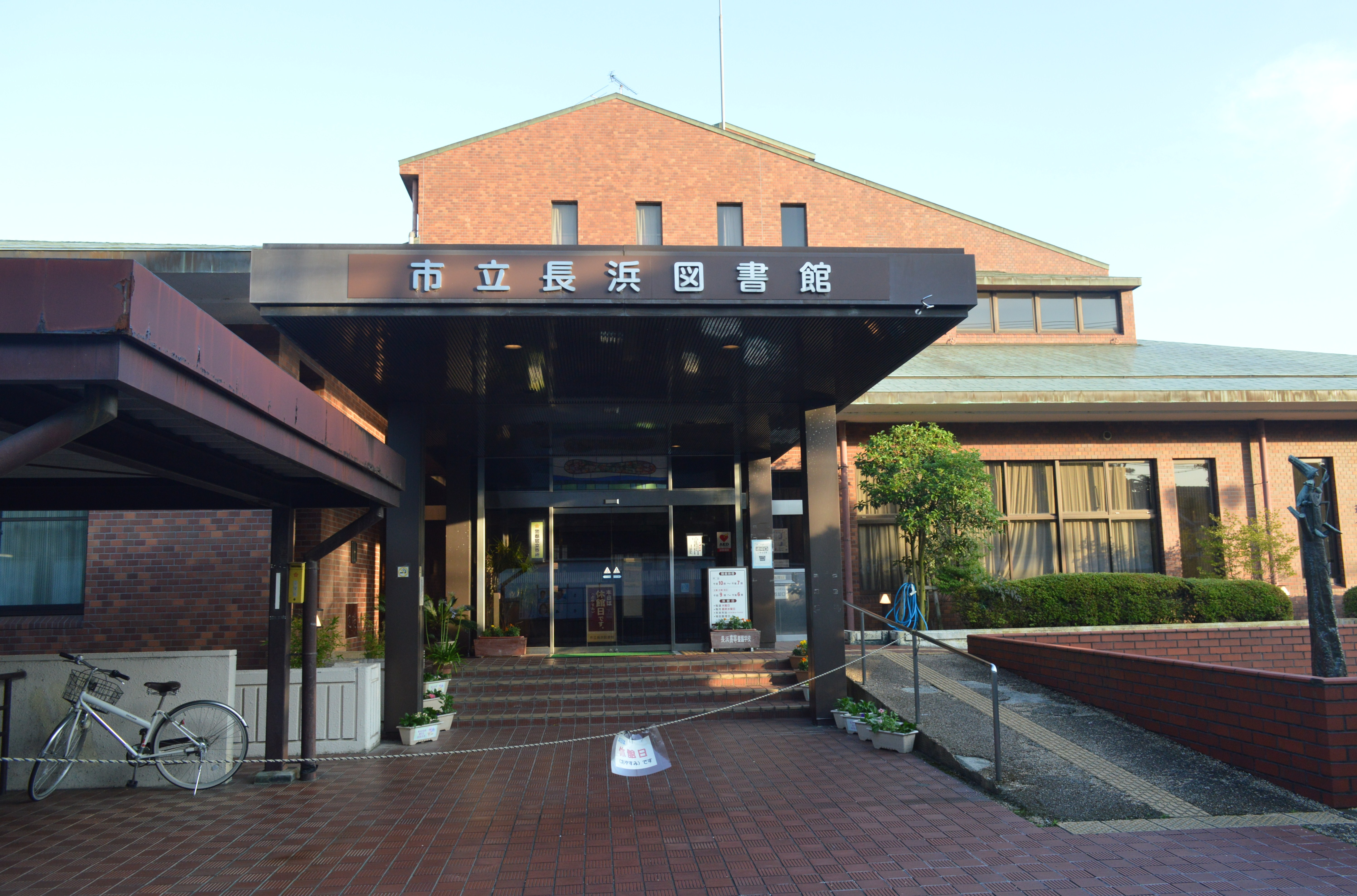
長浜市立図書館の旧館

### 国家機関

#### 法務省
検察庁
- 大津地方検察庁長浜支部
- 長浜区検察庁

### 施設

#### 警察
本部
- 滋賀県警察

警察署
- 長浜警察署（旧長浜市域、旧東浅井郡域を管轄）
- 木之本警察署（旧伊香郡域を管轄）

#### 消防
本部
- 湖北地域消防組合が管轄する。

消防署
- 長浜消防署
  - 東浅井分署
  - 伊香分署
  - びわ出張所
  - 浅井出張所
  - 西浅井出張所
  - 余呉出張所

#### 医療・福祉
- 市立長浜病院
- 長浜市立湖北病院
- 長浜赤十字病院

#### 郵便局
主な郵便局
- 長浜郵便局
- びわ郵便局[注 3]
- 浅井郵便局
- 虎姫郵便局[注 3]
- 高月郵便局
- 湖北郵便局[注 4]
- 木之本郵便局
- 余呉郵便局
- 西浅井郵便局

#### 図書館
- 長浜市立図書館
  - 長浜市立長浜図書館
  - 長浜市立浅井図書館
  - 長浜市立びわ図書館
  - 長浜市立虎姫図書館
  - 長浜市立湖北図書館
  - 長浜市立高月図書館
- 江北図書館

#### 運動施設
- 滋賀県立長浜ドーム

## 対外関係

### 姉妹都市・提携都市
長浜市のウェブサイトでは、「姉妹都市」3（国外2、国内1）、「友好都市」国内2を挙げている（2024年3月）。

#### 国内
姉妹都市
- たつの市（近畿地方 兵庫県）
  - 2001年（平成13年）
    - 3月31日 - 旧湖北町が旧龍野市と姉妹都市提携[16][17]
    - 9月29日 - 旧湖北町と姉妹都市災害相互応援協定を締結[17]

  - 2011年（平成23年）10月1日 - 長浜市がたつの市と姉妹都市友好交流宣言[17]
  - 2012年（平成24年）4月8日 - 姉妹都市災害相互応援協定確認書を交換[17]

龍野藩（脇坂氏）の藩祖脇坂安治が、旧湖北町域出身であることが縁。2005年（平成17年）に龍野市が周辺の町と合併し「たつの市」となり、2010年（平成22年）に湖北町は長浜市に編入されたが、姉妹都市交流は引き継がれ、姉妹都市災害相互応援協定も新たに結び直された。
提携都市
- 西之表市（南西諸島 鹿児島県）
  - 1987年（昭和62年）10月8日 - 友好都市盟約[16][19]

火縄銃の縁（火縄銃伝来地である種子島と、火縄銃産地である国友）。1983年（昭和58年）、長浜城歴史博物館開館を記念し第1回が開催された「長浜出世まつり」に「種子島鉄砲隊」が出演、また「種子島鉄砲まつり」に「国友鉄砲隊」が出演するなど交流が進み、1987年（昭和62年）10月に国友鉄砲資料館が開館するのに際して友好都市盟約が結ばれた。
- 対馬市（九州地方 長崎県）
  - 1998年（平成10年） - 旧高月町が旧厳原町と「友好のまち縁組」締結[16]
  - 2011年（平成23年）11月4日 - 「友好のまち縁組」締結[16]

旧高月町域出身の儒学者で、対馬藩に仕え日朝交渉に活躍した雨森芳洲の縁。「友好のまち縁組」という位置づけで、友好都市に準ずる扱いとなっている。2004年（平成16年）に厳原町は周辺の町と合併し「対馬市」となり、2010年（平成22年）に高月町は長浜市に編入されたが交流は引き継がれた。2011年、「朝鮮通信使ゆかりのまち全国交流会対馬大会」を機に改めて「友好のまち縁組」を締結。
- 鯖江市（中部地方 福井県）

災害時相互応援協定
- 大垣市（中部地方 岐阜県）

災害時相互応援協定
- 彦根市（近畿地方 滋賀県）

災害時相互応援協定
- 大府市（中部地方 愛知県）
  - 2006年（平成18年）8月26日 - 災害時相互応援協定締結[20]

ほぼ同規模の町ということから、従来より防災や地域振興に関して視察などを行う交流関係にあった。
- 沼津市（中部地方 静岡県）

災害時相互応援協定
- 大東市（近畿地方 大阪府）

災害時相互応援協定
- 泉南市（近畿地方 大阪府）

災害時相互応援協定
- 台東区（関東地方 東京都）

災害時相互応援協定
- 妙高市（中部地方 新潟県）

災害時相互応援協定
- 揖斐川町（中部地方 岐阜県）

災害応援に関する協定

#### 海外
姉妹都市
- アウクスブルク市（ドイツ連邦共和国）
  - 1959年（昭和34年）4月11日 - 姉妹都市提携[16][21]

1957年、長浜市に工場のあるヤンマーディーゼル創業者の山岡孫吉（現在の長浜市高月町出身）が、アウクスブルクにルドルフ・ディーゼルの顕彰碑を建てたことが縁。なお、同じ契機で兵庫県尼崎市（ヤンマーの工場がある）とアウクスブルクも姉妹都市となっている。
- ヴェローナ市（イタリア共和国）
  - 1992年（平成4年）7月30日 - 姉妹都市提携[16][21]

長浜に工場があり、イタリアに販売会社のあるキヤノンの仲介で、1988年以後相互交流が行われる。

#### 過去の交流
- ウェントワース町（オーストラリア）  (Wentworth, New South Wales) 
  - 1994年（平成6年）4月12日 - 旧浅井町が姉妹都市提携[22]

2006年（平成18年）、浅井町が長浜市に編入されたあと、長浜市が継承。浅井中学校との間で相互の生徒派遣が行われていた。しかし効果の面などから事業仕分けの対象に挙げられており、2013年以後の時期に自治体間提携は解消された模様。現在、長浜市の姉妹都市ページにも、自治体国際化協会の一覧には見られない。
- 一豊公&千代様サミット

山内一豊・千代（見性院）夫妻との関係が深い市町、およびその関係を大切にしている市町の集まり。1994年から2007年まで毎年開催されていた。2006年に大河ドラマ「功名が辻」が放映され、一定の成果を収めたことから、翌2007年より民間主導に切り替えられた。

## 経済

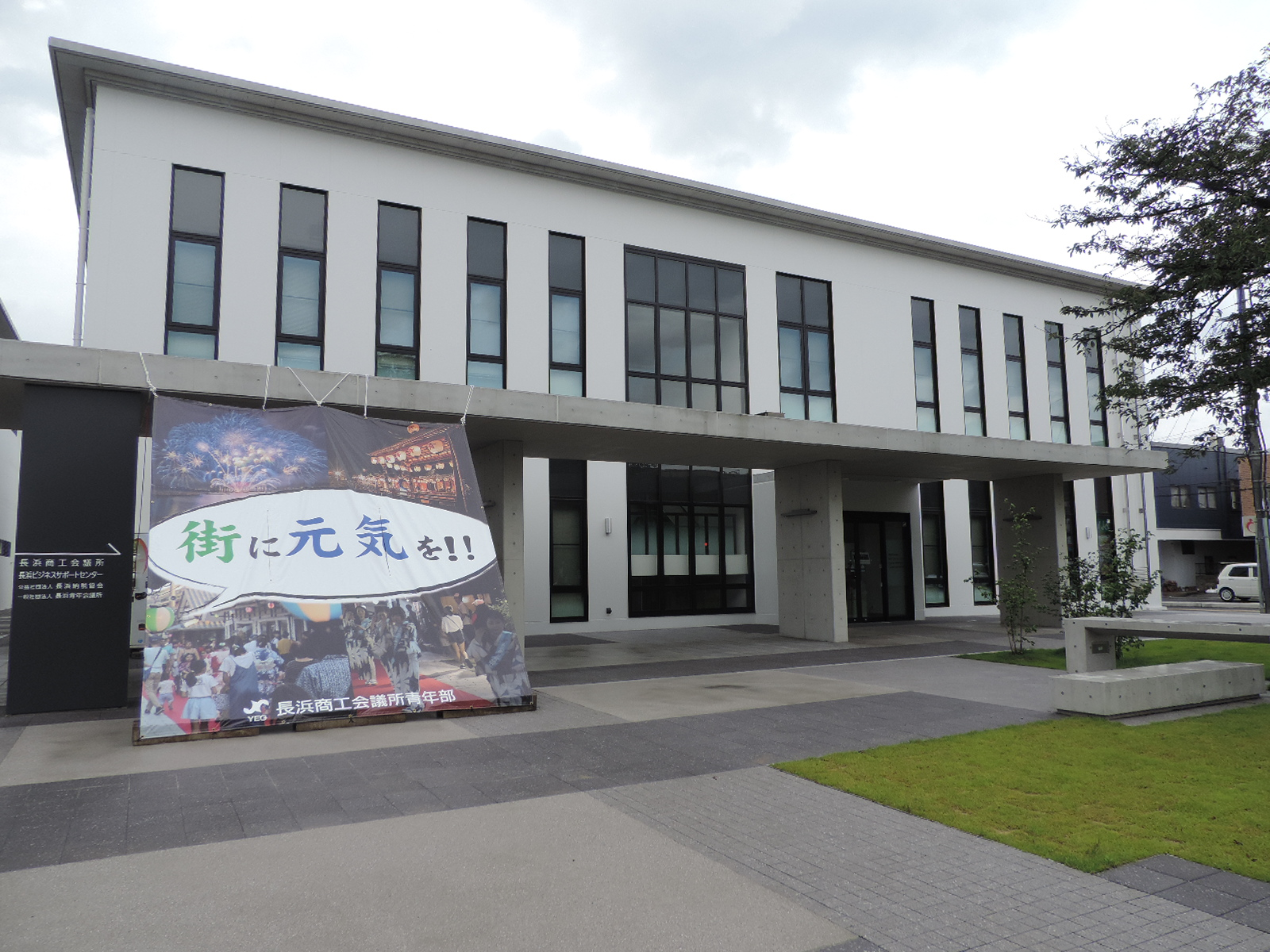
長浜商工会議所

長浜市は商工業都市として近世から発達している。3000人以上のブラジル人が居住している。

### 第一次産業

#### 農業
出典：
- JA北びわこ
- 戸数：4,760戸（2010年）
  - 専業農家：351戸（2010年）
  - 兼業農家：2,573戸（2010年）

| 耕地面積 （単位：ha） | 経営体数 （単位：経営体） |
| --------------------- | ------------------------- |
| 0.3未満               | 70                        |
| 0.3 - 0.5             | 560                       |
| 0.5 - 1.0             | 989                       |
| 1.0 - 1.5             | 517                       |
| 1.5 - 2.0             | 258                       |
| 2.0 - 5.0             | 383                       |
| 5.0 - 10.0            | 152                       |
| 10.0以上              | 120                       |
| 合計                  | 3,049                     |

### 第二次産業

#### 工業
工場拠点を置く企業
- ヤンマー 長浜工場／びわ工場／山本工場／木之本工場／大森工場／永原工場
- 長浜キヤノン
- 三菱ケミカル 長浜事業所／浅井事業所
- KBセーレン 長浜工場
- セネファ
- 山正
- 日本電気硝子 滋賀高月事業場
- SPN
- シムスインターナショナル
- 湖北工業

### 第三次産業

#### 商業
主な商業施設
- 平和堂
  - アル・プラザ長浜
  - フレンドマート長浜駅前店
  - 木之本店
  - フレンドマート長浜祇園店
  - フレンドマート長浜平方店
  - フレンドマート浅井店
  - フレンドマート湖北店
- イオン長浜店
- 西友長浜楽市店

#### 観光業
竹生島や長浜城（今浜城）、戦国時代の史跡をはじめとする歴史的文化遺産に加え、1980年代以降黒壁スクエアを核とした旧市街再生が進められ、滋賀県内最大の観光都市として成長している。旧長浜市域は年間300万人の観光客が訪れる。

### 都市開発
- 長浜サイエンスパーク
  - 田村町にある開発地。国内のバイオ産業の拠点として注目されている。

## 情報・生活

### マスメディア

#### 新聞社
- 京都新聞社長浜支局
- 中日新聞社長浜通信局・木之本通信部
- 朝日新聞社長浜支局
- 毎日新聞社長浜通信部
- 読売新聞社長浜通信部

#### 放送局
ケーブルテレビ
- ケイ・キャット - 旧余呉町および旧西浅井町を除く

### ライフライン

#### 電力
- 関西電力

#### ガス
- 大阪ガス

#### 上下水道
- 滋賀県企業庁

#### 電信
- NTT西日本

## 教育

### 大学
私立
- 長浜バイオ大学（田村町）

#### 短大
- 滋賀文教短期大学（田村町）

### 専修学校
県立
- 滋賀県立看護専門学校（八幡東町）

### 高等学校
県立
- 滋賀県立虎姫高等学校（宮部町）
- 滋賀県立伊香高等学校（木之本町木之本）
- 滋賀県立長浜北星高等学校（地福寺町）
- 滋賀県立長浜北高等学校（平方町）
- 滋賀県立長浜農業高等学校（名越町）

### 義務教育学校
市立
- 長浜市立余呉小中学校（余呉町中之郷）
- 長浜市立虎姫学園（五村）

### 中学校
市立
- 長浜市立北中学校（神照町）
- 長浜市立西中学校（高田町）
- 長浜市立東中学校（堀部町）
- 長浜市立南中学校（永久寺町）
- 長浜市立びわ中学校（弓削町）
- 長浜市立浅井中学校（内保町）

- 長浜市立湖北中学校（湖北町速水）
- 長浜市立高月中学校（高月町高月）
- 長浜市立木之本中学校（木之本町木之本）
- 長浜市立西浅井中学校（西浅井町塩津中）

廃校
- 長浜市立杉野中学校（木之本町杉野）

### 小学校
市立
- 長浜市立神照小学校（神照町）
- 長浜市立北郷里小学校（春近町）
- 長浜市立長浜小学校（高田町）
- 長浜市立長浜北小学校（八幡中山町）
- 長浜市立長浜南小学校（加田町）
- 長浜市立南郷里小学校（南田附町）
- 長浜市立びわ北小学校（益田町）
- 長浜市立びわ南小学校（川道町）
- 長浜市立田根小学校（旧浅井北小学校）（野田町）
- 長浜市立湯田小学校（旧浅井西小学校）（内保町）
- 長浜市立浅井小学校（旧浅井中部小学校）（当目町）

- 長浜市立小谷小学校（小谷丁野町）
- 長浜市立速水小学校（湖北町速水）
- 長浜市立朝日小学校（湖北町山本）
- 長浜市立高月小学校（高月町高月）
- 長浜市立富永小学校（高月町井口）
- 長浜市立古保利小学校（高月町西柳野）
- 長浜市立七郷小学校（高月町唐川）
- 長浜市立伊香具小学校（木之本町大音）
- 長浜市立木之本小学校（木之本町木之本）
- 長浜市立高時小学校（木之本町古橋）
- 長浜市立塩津小学校（西浅井町塩津中）
- 長浜市立永原小学校（西浅井町大浦）

廃校
- 長浜市立杉野小学校（木之本町杉野）
- 長浜市立上草野小学校(旧浅井東小学校)
- 長浜市立下草野小学校(旧浅井中部小学校)
- 長浜市立七尾小学校(旧浅井南小学校)

### 幼児教育

#### 幼稚園
市立
- 長浜市立神照幼稚園（新庄寺町）
- 長浜市立長浜南幼稚園（加田町）
- 長浜市立北郷里幼稚園（春近町）
- 長浜市立わかば幼稚園（八幡東町）
- 長浜市立長浜幼稚園（朝日町）
- 長浜市立長浜北幼稚園（三ツ矢元町）
- 長浜市立長浜西幼稚園（相撲町）
- 長浜市立南郷里幼稚園（新栄町）

#### 認定こども園
市立
- 長浜市立六荘認定こども園（勝町）
- 長浜市立あざい認定こども園（大依町）
- 長浜市立びわ認定こども園（八木浜町）
- 長浜市立とらひめ認定こども園（五村）
- 長浜市立湖北幼稚園（湖北町速水）
- 長浜市立たかつき認定こども園（高月町東柳野）
- 長浜市立きのもと認定こども園（木之本町木之本）
- 長浜市立よご認定こども園（余呉町東野）
- 長浜市立にしあざい認定こども園（西浅井町塩津中）

### 特別支援学校
- 滋賀県立長浜養護学校（今町）
- 滋賀県立長浜北星高等養護学校（地福寺町）

### 自動車学校
- 長浜自動車学校(加田町)
- 北近江自動車学校(高月町唐川)

## 交通

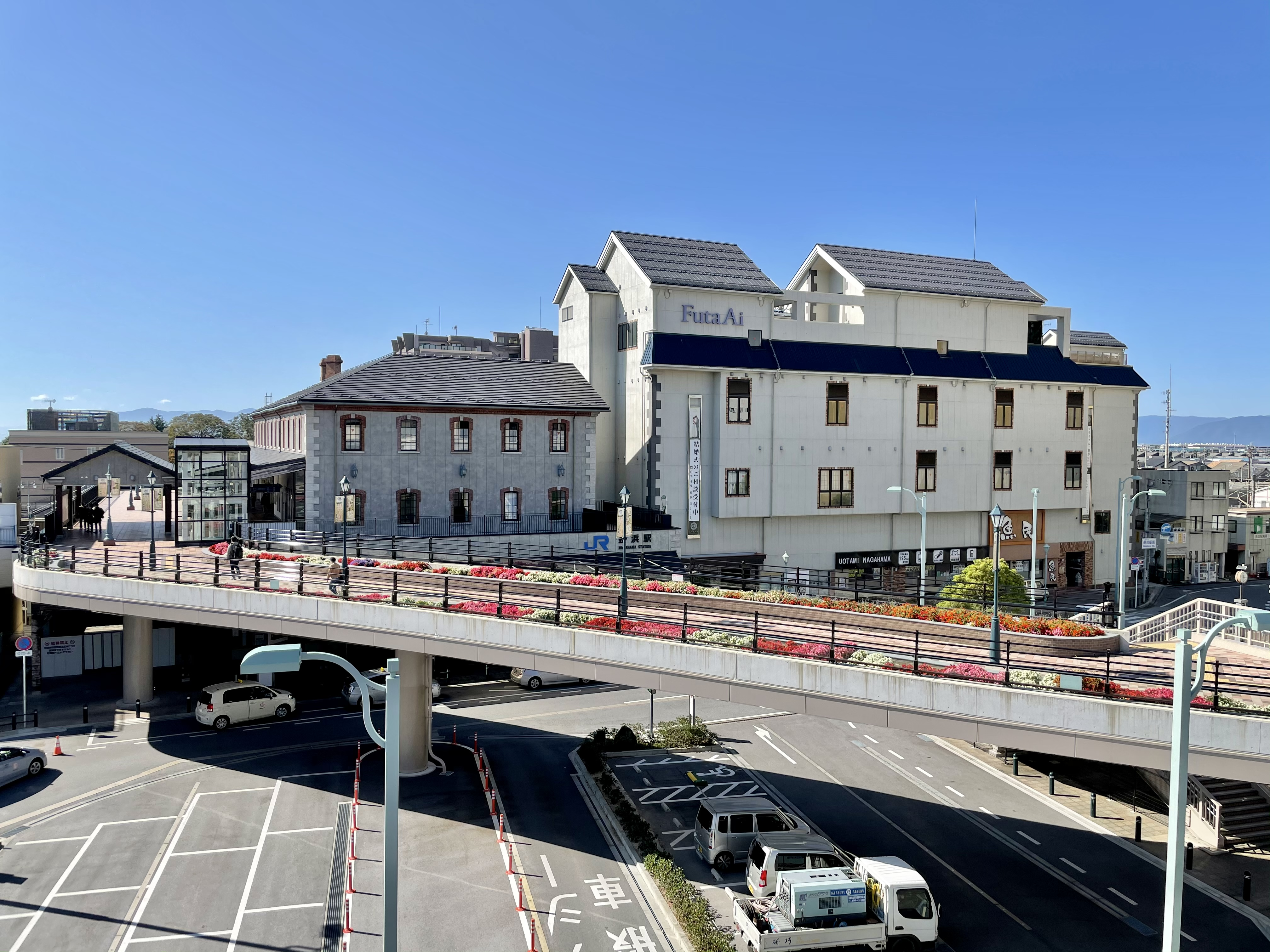
長浜駅

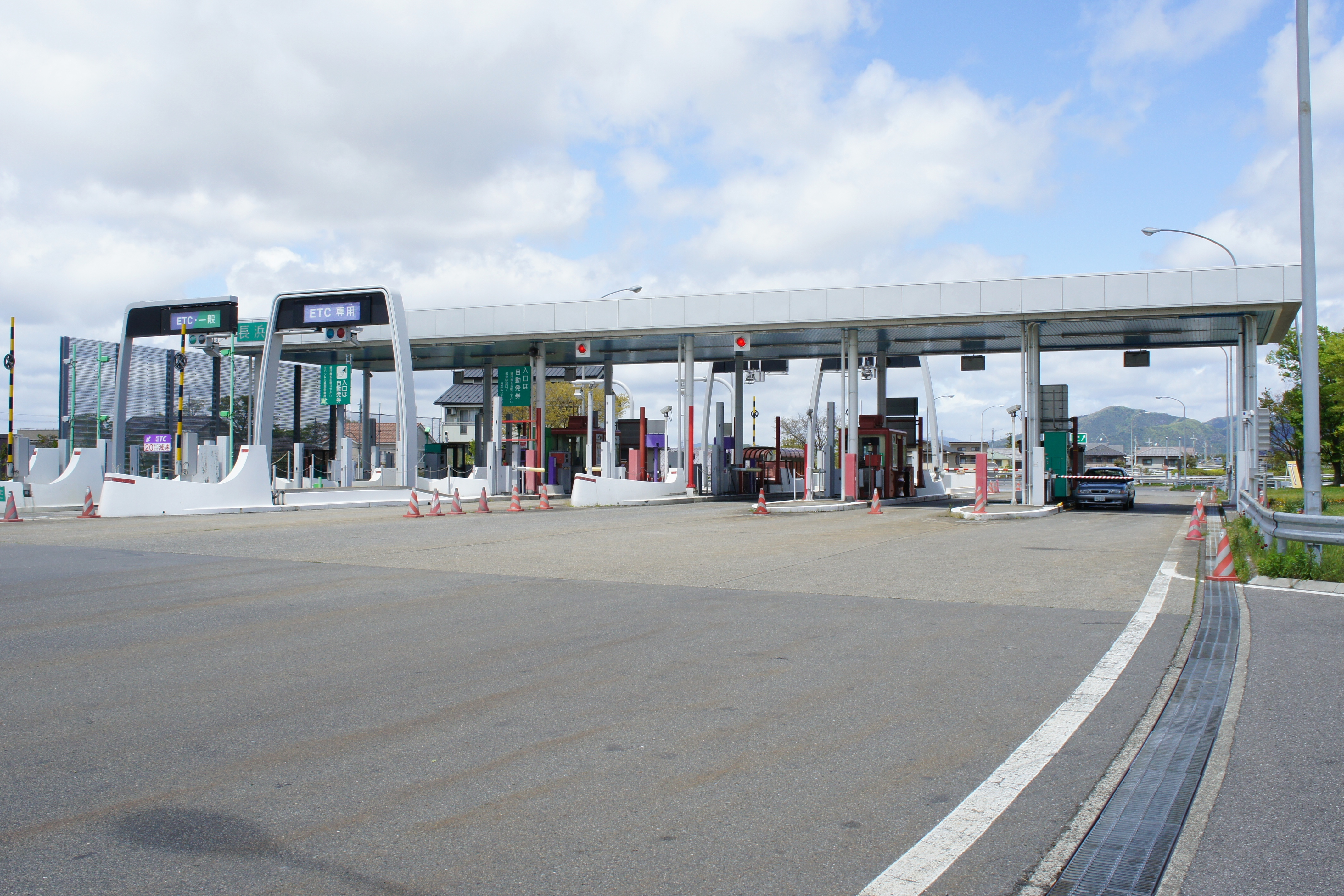
長浜IC

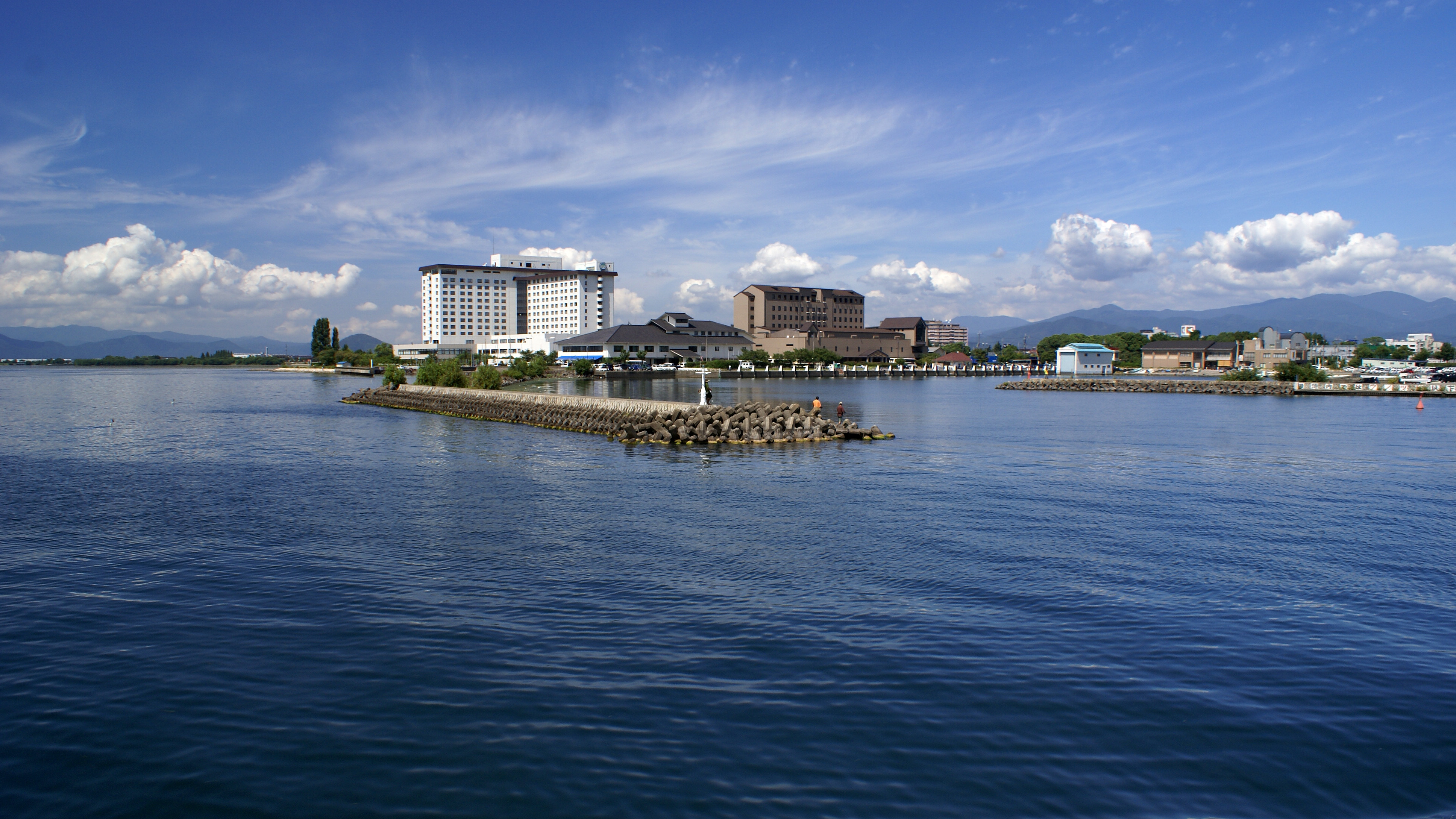
長浜港

### 鉄道
市の代表駅として中心的な役割を果たしているのは長浜駅で、同駅が市役所への最寄り駅になっている。なお、浅井支所・びわ支所管内には鉄道駅が無い。朝夕は北陸本線の長浜駅以南は新快速電車が毎時2本(10~15時は毎時1本)、長浜駅以北と湖西線は新快速電車が毎時1本走っている。この新快速電車を利用すると京都・大阪方面へ乗り換えなしで行くことが可能で、長浜駅から京都駅まで1時間10分程度、大阪駅まで1時間40分程度で到達可能である。さらに、長浜駅には名古屋駅と敦賀駅を結ぶ特急しらさぎ号が一部停車し、名古屋駅まで1時間10分程度で到達できるほか、敦賀駅で北陸新幹線に乗り継ぐことで北陸三県の各県庁所在都市に2時間以内で行くことができ、交通の便は比較的良い。1991年の北陸線長浜駅 - 田村駅間直流化以降は京都・大阪方面からの電車が多数直通するようになり、京都・大阪方面のベッドタウンとして著しい発展を遂げてきた。
京都方面からの列車系統の一部は、長浜駅と近江塩津駅は新快速（一部快速）の、永原駅は一部の普通電車の起終点駅としても機能している。

#### 鉄道路線
西日本旅客鉄道（JR西日本）
- 北陸本線（田村 - 長浜間は琵琶湖線）：（米原市） - 田村駅 - 長浜駅 - 虎姫駅 - 河毛駅 - 高月駅 - 木ノ本駅 - 余呉駅 - 近江塩津駅 -（福井県敦賀市）
- 湖西線：（高島市）- 永原駅 - 近江塩津駅 -（福井県敦賀市）

※市南部には東海道新幹線が通っているが、当市内には駅はなく、米原市の米原駅を利用する。

### バス

#### 路線バス
- 湖国バス
- 余呉バス

### 道路

#### 高速道路
中日本高速道路（NEXCO中日本）
- E8北陸自動車道
  - ：(PA)神田PA - (2)長浜IC - (BS)虎姫BS（休止中） - (2-1)小谷城スマートIC/(BS)湖北BS（休止中） - (BS)高月BS（休止中） - (3)木之本IC - (SA)賤ヶ岳SA - (BS/CB)余呉BS/CB - (BS/CB)余呉北BS/CB

#### 国道
- 国道8号
- 国道303号
- 国道365号

#### 県道
主要地方道
- 滋賀県道2号大津能登川長浜線（さざなみ街道、湖岸道路）
- 滋賀県道10号長浜停車場線（ぱるむロード）
- 滋賀県道33号西浅井余呉線
- 滋賀県道37号中山東上坂線
- 滋賀県道44号木之本長浜線

一般県道
- 福井県道・滋賀県道140号敦賀柳ヶ瀬線
- 滋賀県道236号長浜港線
- 滋賀県道242号加田田村線
- 滋賀県道243号東上坂近江線
- 滋賀県道244号大野木志賀谷長浜線
- 滋賀県道251号祇園八幡中山線
- 滋賀県道252号南浜山本高月線
- 滋賀県道254号川道唐国線
- 滋賀県道255号早崎湖北線
- 滋賀県道256号香花寺曽根線
- 滋賀県道258号速水片山線
- 滋賀県道259号西阿閉東物部線
- 滋賀県道261号磯野木之本線
- 滋賀県道263号丁野虎姫長浜線
- 滋賀県道264号高山長浜線
- 滋賀県道265号郷野湖北線
- 滋賀県道271号佐野長浜線
- 滋賀県道272号国友曽根線
- 滋賀県道273号東野虎姫線
- 滋賀県道274号虎姫停車場線
- 滋賀県道275号三川月ヶ瀬線
- 滋賀県道276号小室大路線
- 滋賀県道277号谷口高畑線

- 滋賀県道278号上山田八日市線
- 滋賀県道279号落川高月線
- 滋賀県道280号井口高月線
- 滋賀県道281号川合千田線
- 滋賀県道283号中之郷停車場線
- 滋賀県道284号杉本余呉線
- 滋賀県道285号中河内木之本線
- 滋賀県道286号大浦沓掛線
- 滋賀県道319号竹生島線
- 滋賀県道331号湖北長浜線
- 滋賀県道332号木之本高月線
- 滋賀県道336号塩津浜飯浦線
- 滋賀県道501号安養寺虎姫線
- 滋賀県道509号間田長浜線
- 滋賀県道510号伊部近江線
- 滋賀県道512号葛籠尾崎塩津線
- 滋賀県道513号葛籠尾崎大浦線
- 滋賀県道514号飯浦大音線
- 滋賀県道532号余呉湖線
- 滋賀県道545号延勝寺速水線
- 滋賀県道546号野瀬下山田線
- 滋賀県道556号長浜近江線
- 滋賀県道557号西浅井マキノ線

#### 道の駅
- 湖北みずどりステーション（湖北町今西）
- 塩津海道 あぢかまの里（西浅井町塩津浜）
- 浅井三姉妹の郷（内保町）

### 航路

#### 港湾
- 長浜港
  - 琵琶湖汽船による長浜〜竹生島航路
  - 大津港へのクルーズ
- 南浜漁港
- 早崎港
- 南浜港
- 尾上漁港
- 大浦漁港

## 観光

### 名所・旧跡
竹生島
- 宝厳寺（国宝・唐門）
- 都久夫須麻神社（国宝・本殿）

長浜地区
- 黒壁スクエア
  - 黒壁ガラス館
- 真宗大谷派 長浜別院 大通寺（長浜御坊）
- 豊国神社
- 長浜城跡：市の史跡
- 豊公園（日本さくら名所百選）
- 長浜鉄道スクエア（旧長浜駅）
- 国友鉄砲の里資料館

浅井地区
- 姉川古戦場

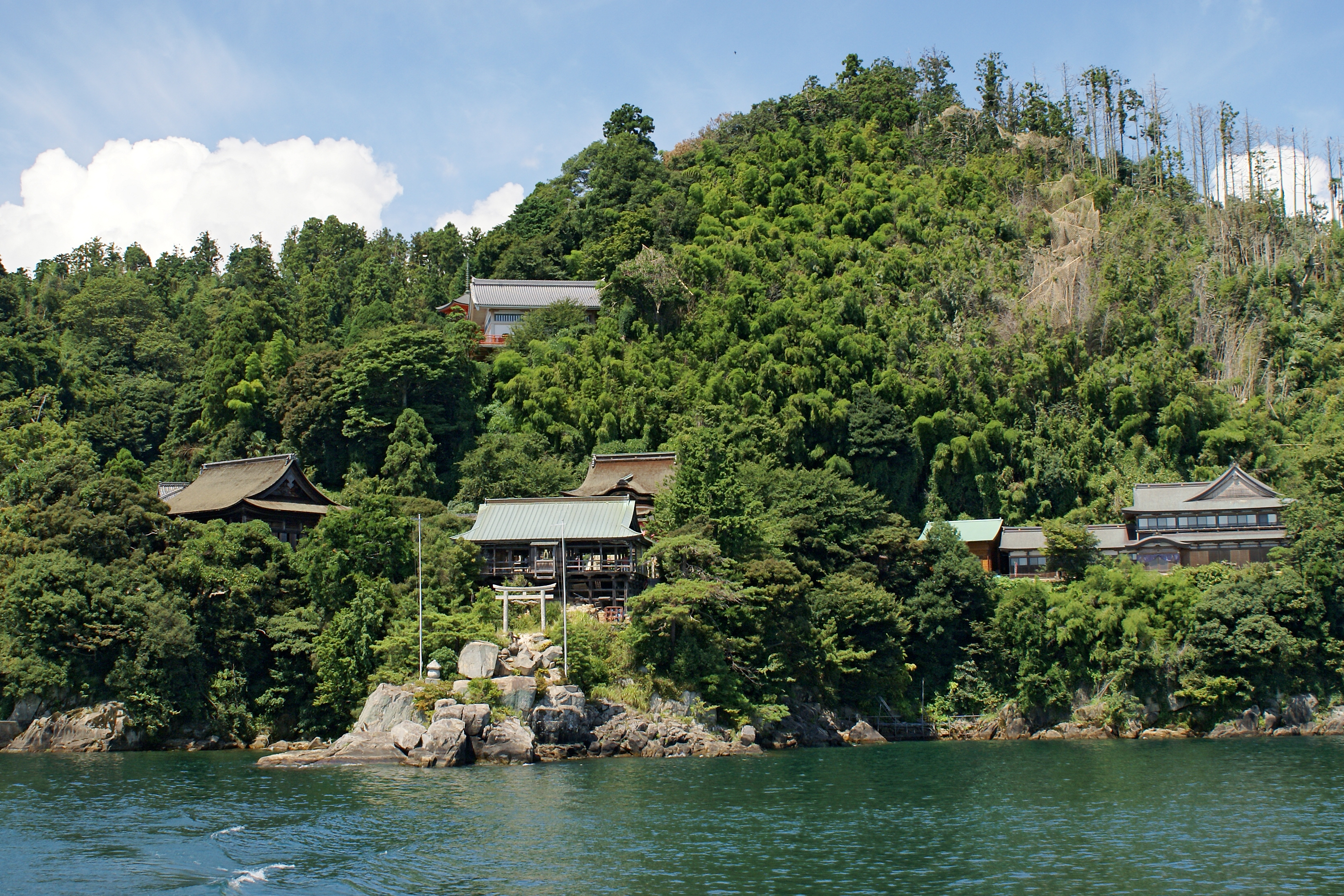
竹生島の宝厳寺と都久夫須麻神社

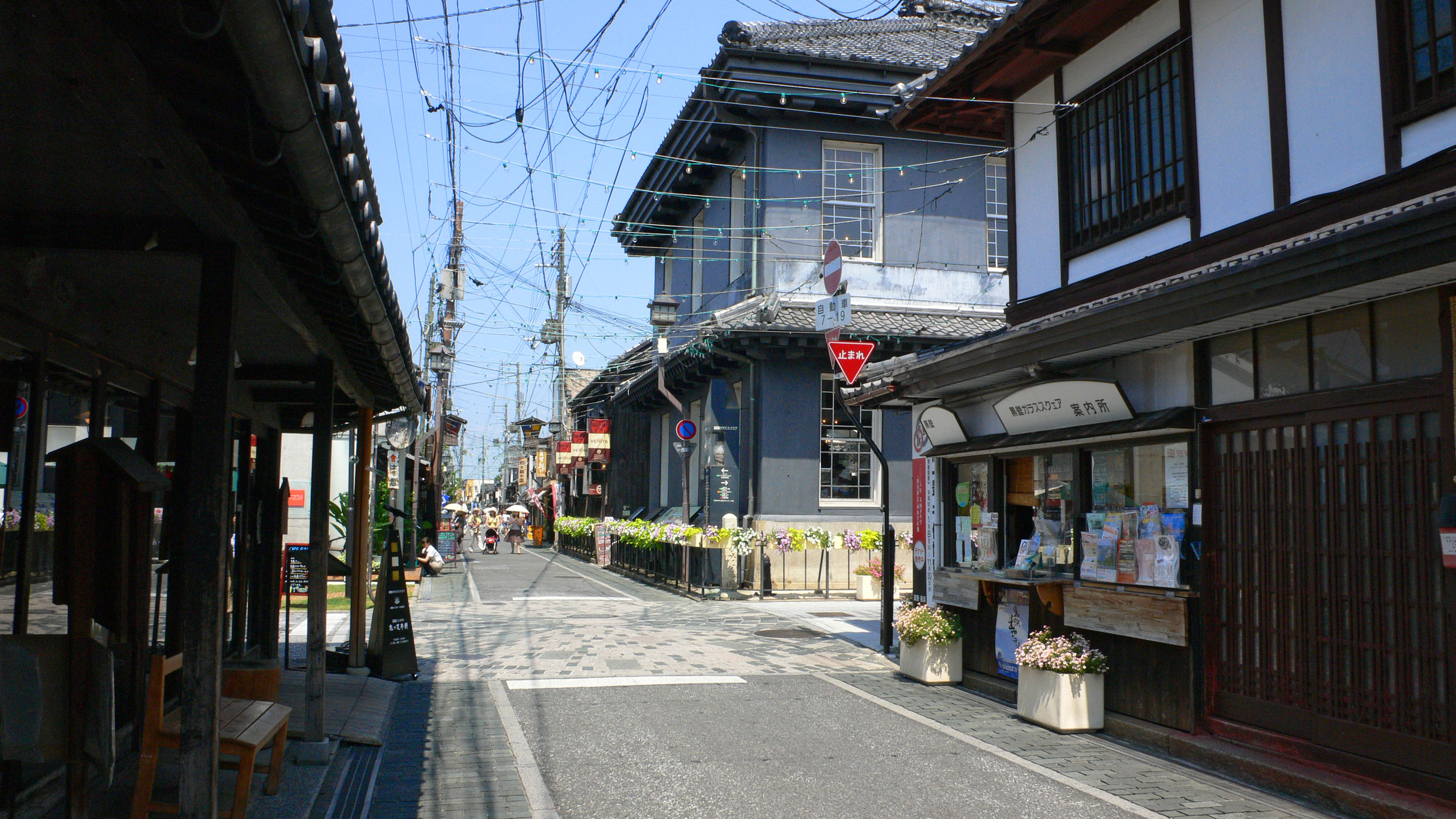
黒壁スクエア

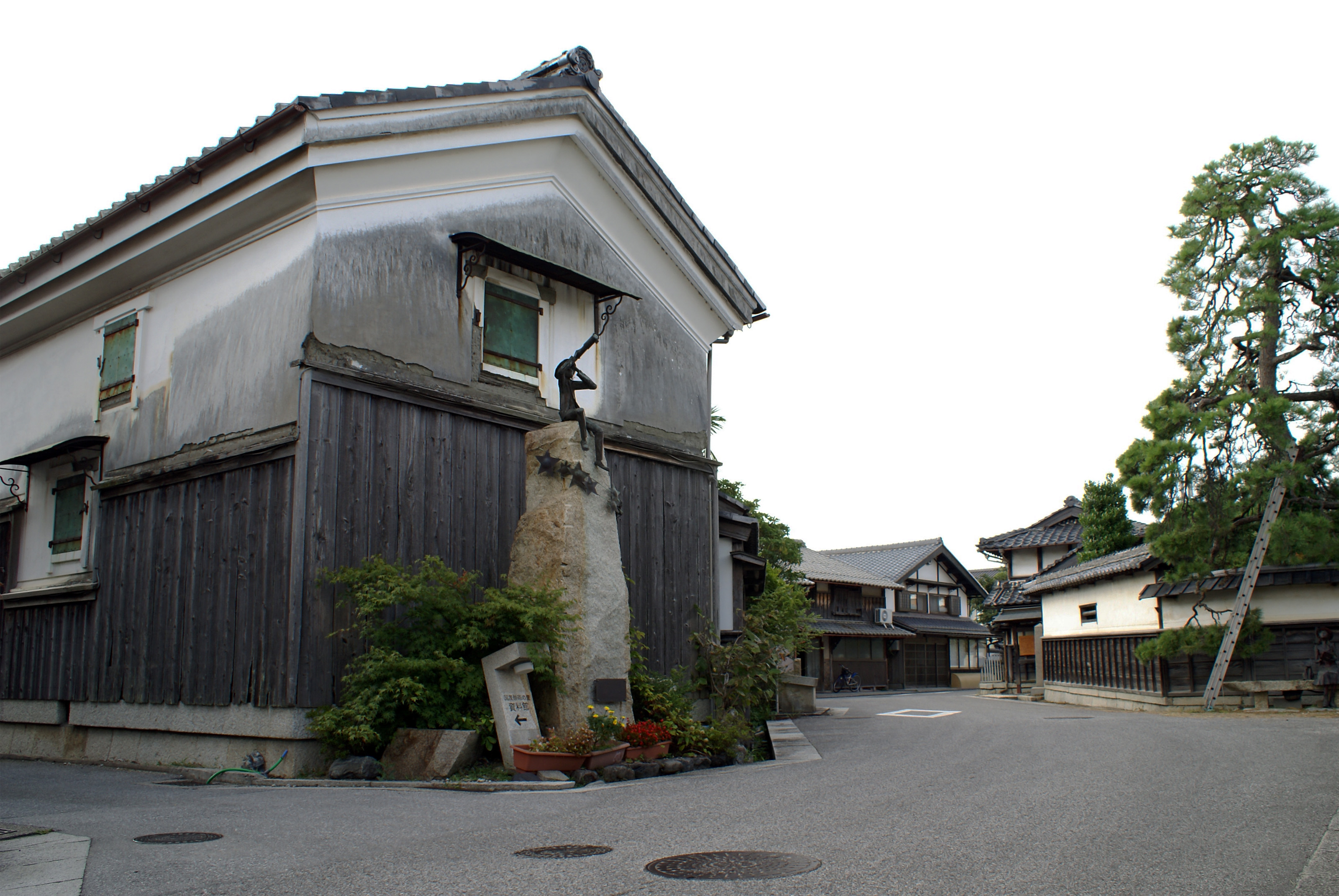
国友の風景

- 五先賢の館（海北友松、片桐且元、相応、小野湖山、小堀遠州の資料館）
- 近江孤篷庵（県指定名勝の枯山水庭園と池泉回遊式庭園。小堀遠州の菩提を弔う寺）
- 浅井歴史民俗資料館

虎姫地区
- 五村別院（真宗大谷派（東本願寺））
- 玉泉寺

湖北地区
- 小谷城跡（国の史跡）
  - 小谷城戦国歴史資料館
- 湖北町水鳥公園
- 琵琶湖水鳥湿地センター・湖北野鳥センター - 道の駅湖北みずどりステーションに隣接
- 葛籠尾崎湖底遺跡資料館（つづらおざきこていいせきしりょうかん）
- 尾上温泉

高月地区
- 走落神社
- 渡岸寺観音堂（向源寺）（国宝十一面観音）
- 東アジア交流ハウス 雨森芳洲庵
- 西野水道
- 北近江リゾート

木之本地区
- 賤ヶ岳リフト

古戦場跡。山上から琵琶湖が一望可能。
- 十一面観音菩薩像（重要文化財）
- 木之本地蔵院浄信寺（重要文化財）

お盆の時期にお祭りと大花火大会が開催される。
- 鶏足寺

紅葉の時期に賑わうお寺。
- 己高閣

温泉、食事施設あり。
- 伊香具神社

桜の時期に賑わう神社。ライトアップ有り。
- 與志漏神社

知る人ぞ知る琵琶湖の真ん前にある神社。徒歩20分。
- 土蔵銅山
- 江北図書館 - 1902年開設の私立図書館。2013年度第35回サントリー地域文化賞受賞[25]。

余呉地区
- 乎彌神社
- 鉛練比古神社
- 丹生神社
- 余呉湖
- 中川清秀の墓
- 茶わん祭りの館
- ウッディパル余呉（赤子山スキー場）
- ベルク余呉
- 余呉高原リゾート・ヤップスキー場

西浅井地区
- 須賀神社
- 菅浦の湖岸集落
- 菅浦郷土資料館
- ファイブオーシャン奥琵琶湖（キャンプ場）
- 上の荘の森（水源の森百選）
- 北淡海・丸子船の館
- 鹽津神社
- 下鹽津神社

## 文化・名物

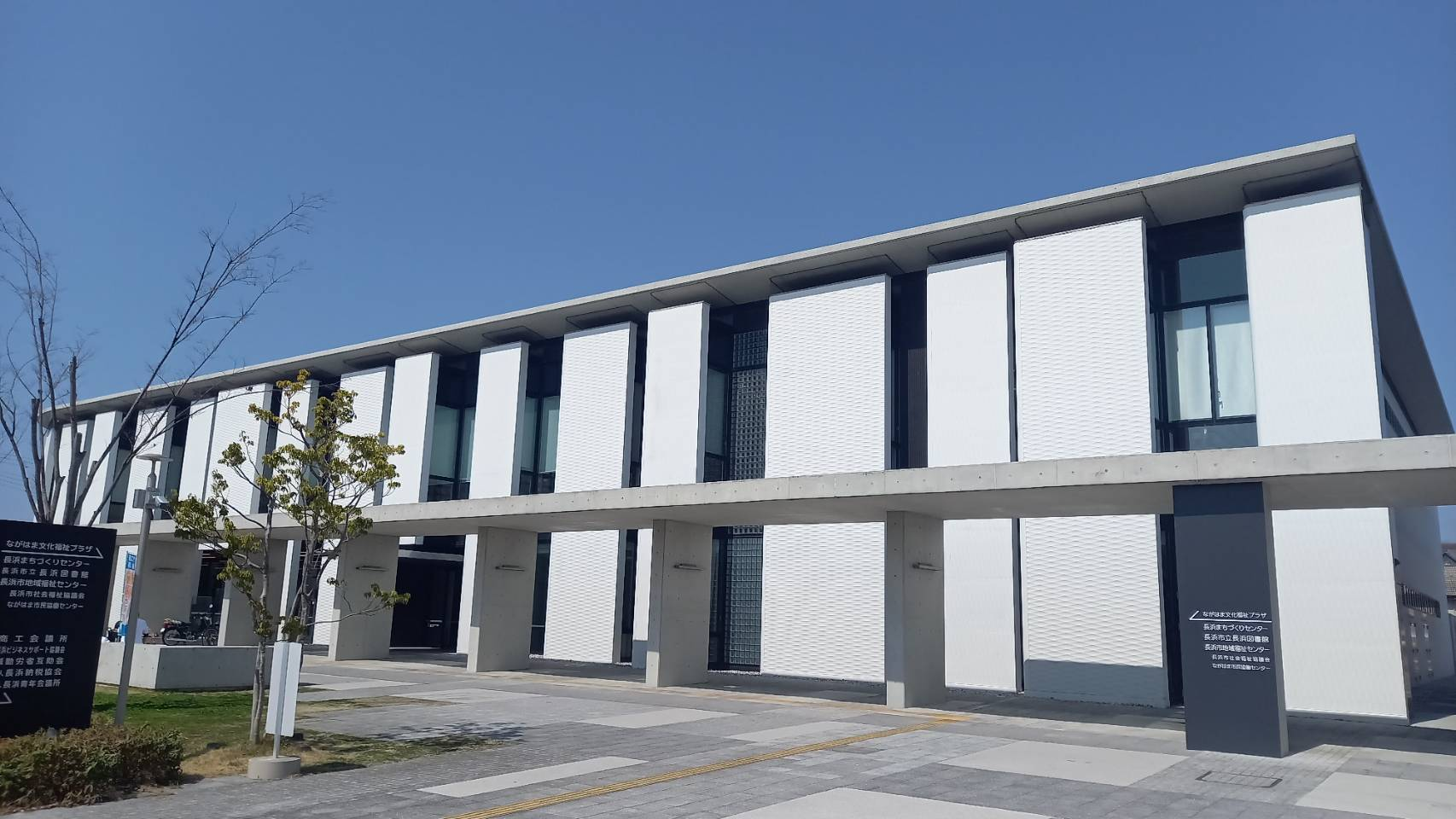
長浜さざなみタウン

### 祭事・催事
- 大通寺あせび展
- 長浜盆梅展
- 長浜曳山祭の曳山行事（毎年4月9日から15日、国の重要無形民俗文化財）
  - 2007年（平成19年）の曳山祭では1917年（大正6年）以来90年ぶりに長浜八幡宮の境内に全ての曳山（12基）が勢揃いした。
- 総持寺牡丹まつり
- 長浜大花火大会
- 神照寺萩まつり
- 長浜出世まつり
- 長浜あざいあっぱれ祭り
- びわ湖環境ビジネスメッセ
- 観音の里ふるさとまつり（毎年8月の第1日曜日）
- 高時川こいのぼりマラソン（毎年5月のゴールデンウィーク）
- 木之本地蔵縁日　毎年8月23・24・25日に地蔵坂及び北国街道沿いが歩行者天国になり沿道にはたくさんの露店が並ぶ。25日には近くの運動公園から花火が打ちあがる。

### 名産・特産

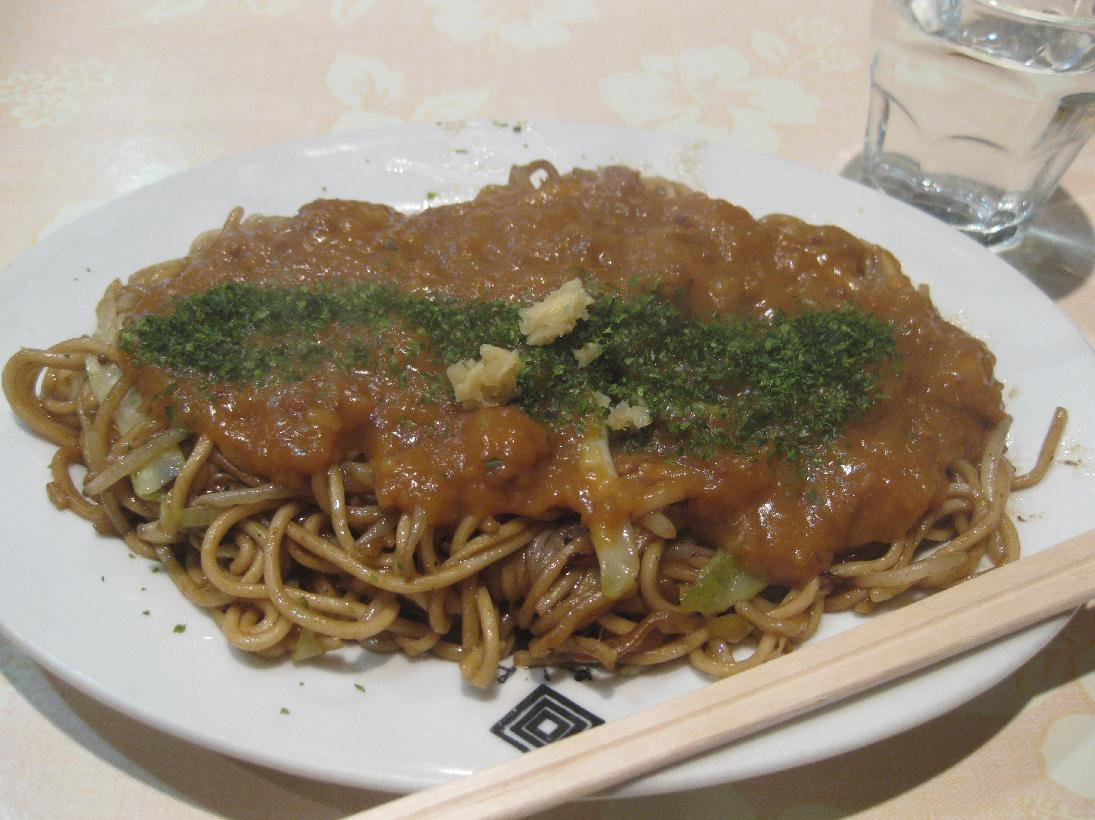
茶しんのイタリアン焼きそば

- 長浜仏壇

「濱仏壇」や「濱壇」とも称される、長浜市を中心として生産される仏壇である。戦国時代頃から造られていると伝えられる。長浜八幡宮で行われる曳山祭の山車をモチーフにしたとされる宮殿が特徴である。
- 鮒寿司
- サラダパン
- 浜縮緬
- 鴨すき
- 吉野ののっぺいうどん
- 焼鯖素麺
- 茶しんのイタリアン焼きそば
- 小鮎の佃煮、甘露煮（湖北地区）
- 湖魚加工品（湖北地区）
- 木之本名物　でっち羊かん

## 出身関連著名人
出身者・居住その他ゆかりある人物
- 浅井三姉妹（浅井長政とお市の方との3人娘）
- 浅井亮政（戦国武将）
- 浅見宣義（裁判官、政治家、長浜市長）
- 阿閉貞征（戦国武将）
- 雨森芳洲（儒学者）
- 天羽優子（生命科学者、山形大学准教授）
- 安養寺氏種（戦国武将）
- 家森信善（経済学者、神戸大学経済経営研究所教授）
- 石田三成（戦国武将、五奉行。「関ヶ原の戦い」後、伊吹山に逃げ捕縛された。）
- 磯野員昌（戦国武将）
- 伊吹迪人（通産省官僚）
- 上田慎一郎（映画監督）
- 上田展嗣（元財務省官僚）
- 上野賢一郎（衆議院議員、元総務省官僚）
- 内田高峰（福井大学理事・副学長）
- 小川伸也（元バスケットボール選手・京都ハンナリーズヘッドコーチ）
- 小川豊和（カーリング監督）
- 押谷富三（衆議院議員、弁護士）
- 菊田幸一（刑事法学者）
- 北居功（民法学者、慶應義塾大学法科大学院教授）
- 北大路魯山人（芸術家、美食家。1912年頃、長浜の素封家 河路豊吉に食客として招かれ、書や篆刻の制作に打ち込む。）
- 北川陽大（歌手・〜Lefa〜）
- 木谷寿巳（元プロ野球選手）
- 京極高次（戦国武将、若狭国小浜藩初代藩主。近江源氏（佐々木源氏）京極氏）
- 桐畑トール（タレント）
- 九条ジョー（お笑い芸人・コウテイ）
- 国友一貫斎（鉄砲鍛冶師、「国友」）
- 国友充範（NHK職員、元東大野球部投手）
- 黒田氏（戦国武将黒田孝高「官兵衛、如水」の氏族）※諸説あり
- 群青（ダンサー）
- 小倉孝保（ジャーナリスト、ノンフィクション作家、毎日新聞記者）
- 小早川秀秋（戦国武将）
- 小林未奈（シンガーソングライター）
- 小堀遠州（大名、茶人、作庭家。遠州流茶道の祖）
- 坂口志文[27]（免疫学者・大阪大学教授）
- 塩津熊谷氏
- 清水和彦（ソロユニット名：The Water Of Life）- バンドHAPPY DRUG STOREのメンバー
- 初宿正典（憲法学者、京都大学名誉教授、京都産業大学大学院客員教授）
- すえばしけん（小説家、同人音楽作曲家）
- 相応 (僧)
- 高田紘一（滋賀銀行前頭取）
- 高田毅士（地震学者、東京大学教授）
- 高橋俊春（プロ野球選手）
- 高森一生（富山サンダーバーズ投手）
- 武田旺山（尺八奏者）
- 田島俊雄（本名：田島敏雄。南海ホークス投手、日本生命投手）
- 田代俊孝（仏教学者、生命倫理学者、仁愛大学学長、同朋大学名誉教授）
- 田中浩二（シッティングバレーボール選手）
- 田中美衣（柔道家）
- 田中吉政（戦国武将。下記宮部継潤、豊臣秀次、秀吉、徳川家康らに仕えた。）
- 十二代目田辺南鶴（講談師）
- 近角常観（真宗大谷派僧侶）
- 辻宗範（江戸時代中期の茶道家）
- 出口哲也（俳優）
- tetsuya（L'Arc〜en〜Ciel　ベーシスト）
- 東海由紀子（政治活動家）
- 冨田光彦（冨田酒造当主。経済学者。江北図書館名誉館長）
- 豊臣秀吉（戦国武将。信長から一字拝領し今浜改め長浜に改称し長浜城築城。）
- 中川明子（バスケットボール選手）
- 中川麦茶（プロボクサー）
- 中田喜雅（映像作家、でらはちホールディングス メンバー）
- 中山研一（刑法学者、京都大学名誉教授）
- 西田天香（宗教家、一燈園創始者。名誉市民第1号）
- 西野恵荘（充満寺11代住職）
- 西邑仁平（旧大郷村兵事係。「最後の赤紙配達人〜悲劇の召集令状64年目の真実〜」）
- 西村高司（プロ野球選手）
- 西脇美唯奈（女子競輪選手）
- 橋本和（サッカー選手・FC岐阜）
- 橋本奈穂子（NHKアナウンサー）
- 長谷川彰一（元総務省官僚、消防庁次長）
- 林勝（高校野球監督）
- 東野稔（アメフト選手（アメリカンフットボール日本代表））
- 藤井勇治（政治家、第19代長浜市長）
- 藤田健斗（プロ野球選手・阪神タイガース）
- 藤田幸光（バレーボール選手・監督）
- 藤高俊彦 (社会人野球選手)
- ブリテン（ミュージシャン、BRITAIN（「CURIO」メンバー）
- 古川益三（まんだらけ創業者・社長）
- 古澤勝吾（元プロ野球選手）
- 堀田真由（女優、ファッションモデル）
- 松岡久和（民法学者、京都大学教授）
- 松平直政（上総姉ヶ崎藩主、越前大野藩主、信濃松本藩主を経て出雲松江藩初代藩主）
- 松宮孝明（刑法学者、立命館大学教授）
- 松宮孝明（教育学者、滋賀文教短期大学准教授）
- 的場敏博（政治学者、京都大学大学院法学研究科教授）
- 峰守ひろかず（小説家）
- 宮部継潤（戦国武将。豊臣秀次を一時養子にした。）
- 宮村治雄（政治学者、東京都立大学 (1949-2011)名誉教授）
- 護雅夫（東洋学者、東京大学教授）
- 山岡孫吉（実業家、ヤンマー創業者）
- 山本義経（平安時代の武将。近江源氏。「山本山：山本判官」、「義経二人説」）
- 吉川智貴（フットサル選手）
- 吉井長平（中国語版）（実業家、台湾三大百貨店の一つ高雄市の吉井百貨（中国語版）創業者）
- 李日韓（大日本プロレスレフェリー）
- 脇阪憲治（紀州レンジャーズ投手）
- 脇坂康生（アメフト選手（アメリカンフットボール日本代表））